# Campionato del mondo rally 2003

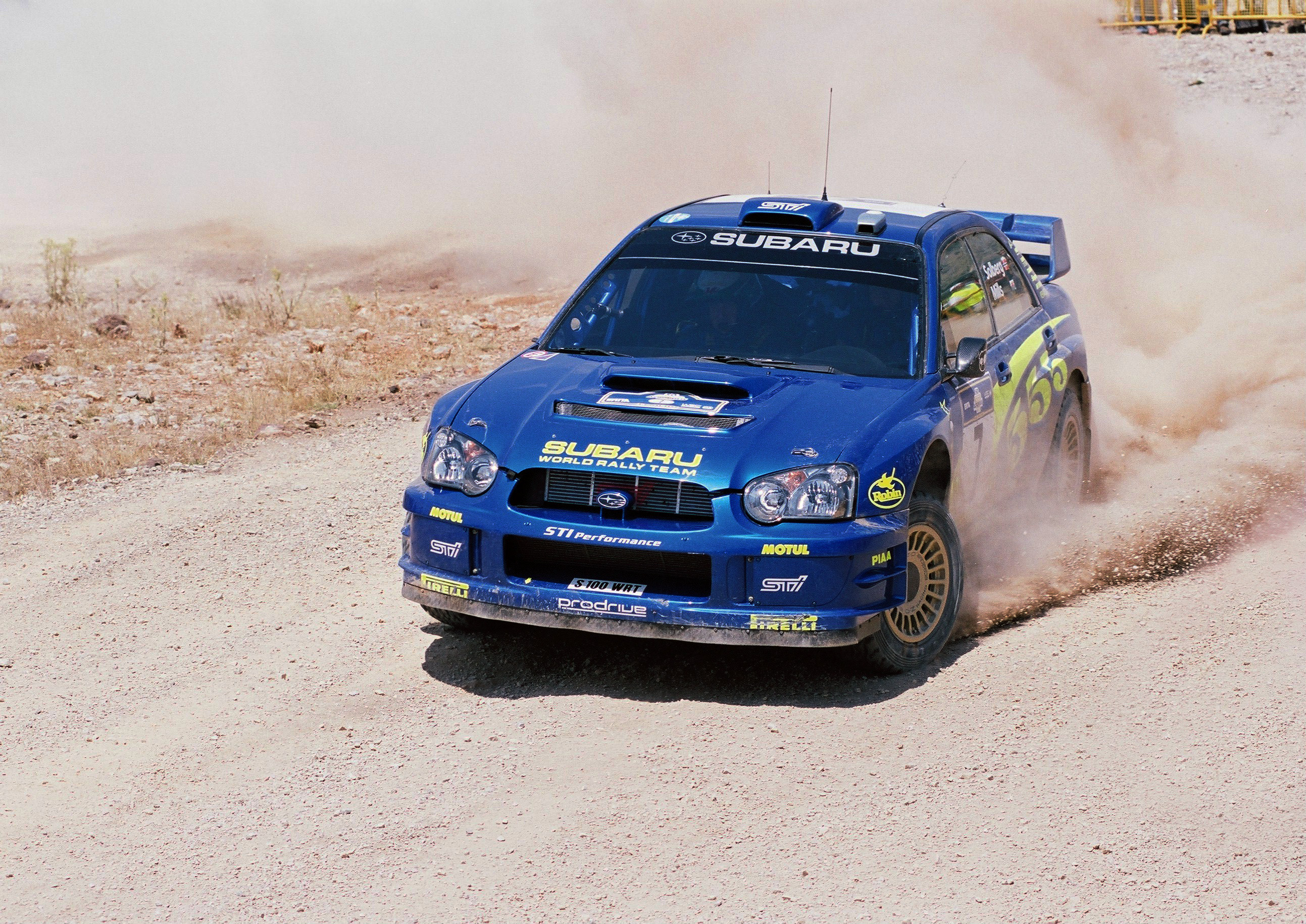
Petter Solberg, vincitore del mondiale piloti 2003, con il copilota Phil Mills durante il rally dell'Acropoli

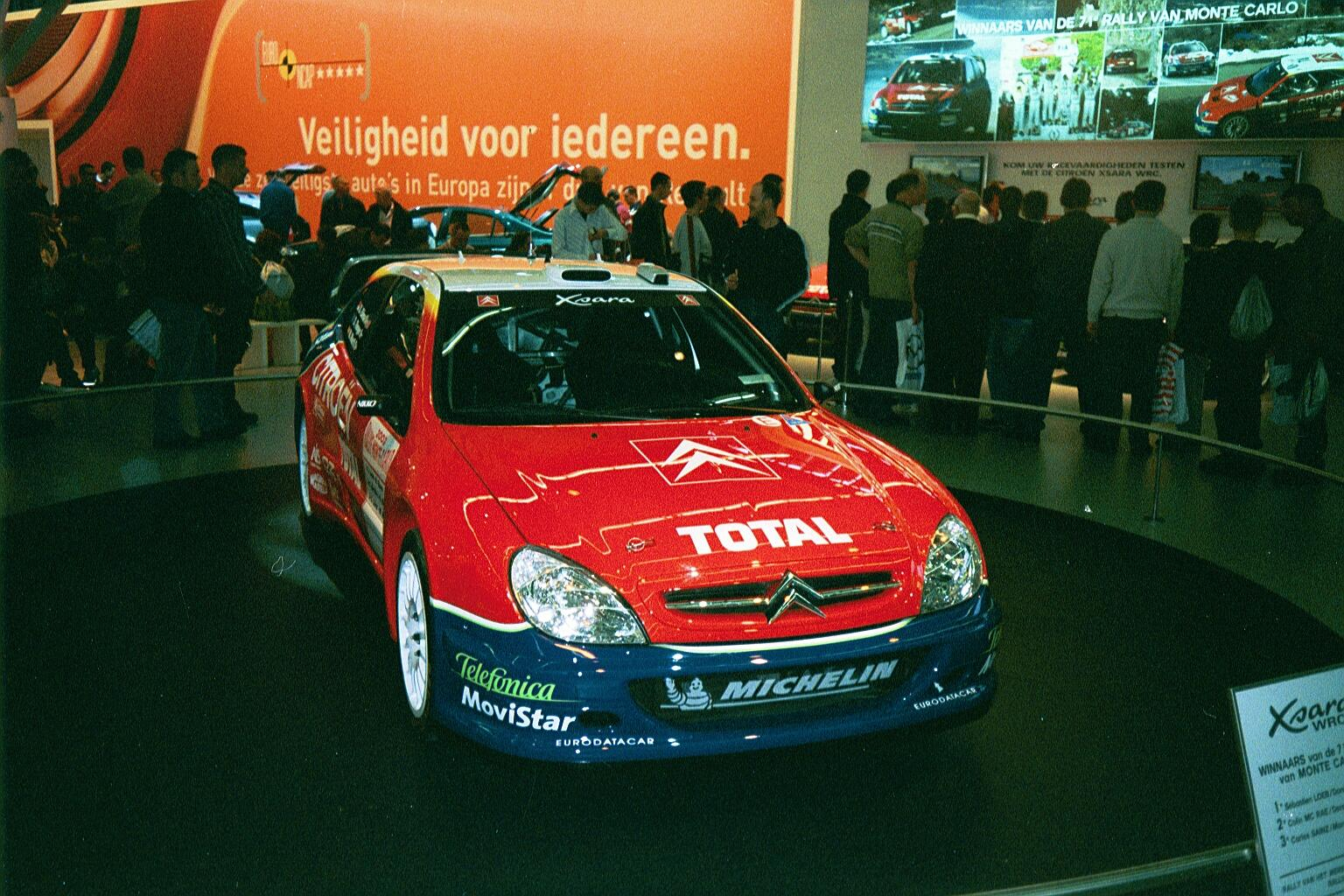
La Citroën Xsara WRC con la quale la squadra Citroën trionfò nel mondiale costruttori

Il Campionato del mondo rally 2003 è stata la 31ª edizione del campionato del mondo rally e si è svolto dal 24 gennaio al 9 novembre 2003.
La serie iridata, composta da quattordici prove collocate in altrettante nazioni, era nuovamente supportata dal campionato mondiale per vetture produzione (PWRC), dedicato alle vetture di Gruppo N strettamente derivate dalla serie, e dal campionato piloti Junior WRC (JWRC), istituito nel 2001, che assegnava il trofeo ai giovani piloti che si cimentavano nella classe Super 1600. Entrambe le serie di supporto erano costituite da sette tappe ciascuna.
Il campionato piloti vide trionfare il norvegese Petter Solberg alla guida di una Subaru Impreza WRC2003, seguito sul podio finale dal francese Sébastien Loeb, su Citroën Xsara WRC e sopravanzato per un solo punto da Solberg proprio all'ultima gara, e dallo spagnolo Carlos Sainz, anch’esso al volante di una Citroën, terzo a 8 lunghezze da Loeb.
Il titolo costruttori venne invece vinto dalla scuderia francese Citroën Total, al suo primo alloro iridato così come Solberg.
Nel campionato PWRC si impose il britannico Martin Rowe su Subaru Impreza WRX STi, mentre in quello dello Junior WRC il francese Brice Tirabassi al volante di una Renault Clio S1600.

## Calendario
Il campionato, con i suoi quattordici appuntamenti disputatisi in altrettante nazioni, toccò Europa (undici gare), Oceania (due) e Sud America (una).
| Tappa | Data                | Rally                                               | Sede                                   | Superficie   |
| ----- | ------------------- | --------------------------------------------------- | -------------------------------------- | ------------ |
| 1     | 24–26 gennaio       | 71ème Rallye Automobile de Monte-Carlo              | Monte Carlo, Principato di Monaco      | Asfalto/Neve |
| 2     | 7–9 febbraio        | 52nd Uddeholm Swedish Rally                         | Karlstad, Värmland                     | Neve         |
| 3     | 27 febbraio–2 marzo | 4th Rally of Turkey                                 | Kemer, Provincia di Adalia             | Sterrato     |
| 4     | 11–13 aprile        | 34th Propecia Rally New Zealand                     | Auckland, Regione di Auckland          | Sterrato     |
| 5     | 8–11 maggio         | 23º YPF Rally Argentina                             | Villa Carlos Paz, Provincia di Córdoba | Sterrato     |
| 6     | 6–8 giugno          | 50th Golden Acropolis Rally                         | Lamia, Grecia Centrale                 | Sterrato     |
| 7     | 20–22 giugno        | 31st Cyprus Rally                                   | Limassol, Distretto di Limassol        | Sterrato     |
| 8     | 25-27 luglio        | 22. ADAC Rallye Deutschland                         | Treviri, Renania-Palatinato            | Asfalto      |
| 9     | 7–10 agosto         | 53rd Neste Rally Finland                            | Jyväskylä, Finlandia centrale          | Sterrato     |
| 10    | 4–7 settembre       | 16th Telstra Rally Australia                        | Perth, Australia Occidentale           | Sterrato     |
| 11    | 3–5 ottobre         | 45º Rallye Sanremo - Rally d'Italia                 | Sanremo, Liguria                       | Asfalto      |
| 12    | 17–19 ottobre       | 47ème Tour de Corse - Rallye de France              | Ajaccio, Corsica                       | Asfalto      |
| 13    | 24–26 ottobre       | 39º Rallye Catalunya Costa Brava - Rallye de España | Lloret de Mar, Catalogna               | Asfalto      |
| 14    | 6–9 novembre        | 59th Wales Rally GB                                 | Cardiff, Galles                        | Sterrato     |

### Cambiamenti nel calendario

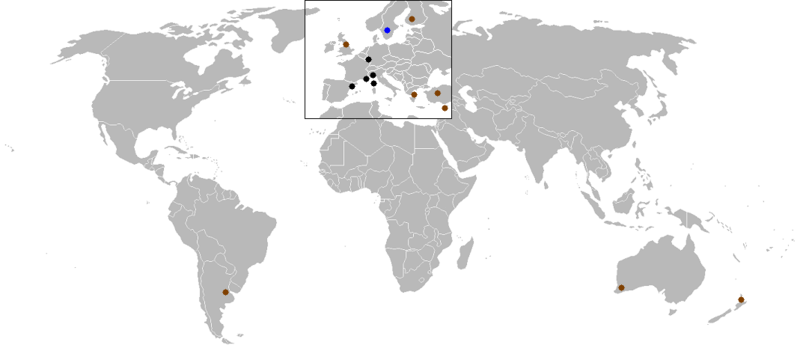
Mappa che illustra le sedi di gara del mondiale 2003

Il Safari Rally non venne inserito nel calendario 2003 per problemi finanziari e il posto della gara africana venne preso dal Rally di Turchia, all'esordio nel mondiale e posizionato tra fine febbraio e inizio marzo come terzo appuntamento stagionale.
Cambiamenti secondari furono lo spostamento del Rally della Nuova Zelanda, anticipato da ottobre ad aprile, mentre il Rally di Cipro slittò da aprile a giugno. Il Rally di Germania venne invece anticipato a fine luglio, invertendosi così con il Rally di Finlandia, mentre il Rally d'Australia da inizio novembre venne anticipato al primo fine settimana di settembre. Infine il Tour de Corse e il Rally di Catalogna vennero entrambi spostati da marzo a ottobre, dopo il Rally di Sanremo, avendosi pertanto tre gare consecutive sull'asfalto nel giro di 21 giorni.

## Cambiamenti nel regolamento
Rispetto alla stagione 2002 nel 2003 furono apportate alcune modifiche nei regolamenti sportivo e tecnico.

### Regolamento sportivo
- Cambiò la scaletta per quanto riguarda i punteggi, non più i primi sei ma i primi otto: il primo avrebbe totalizzato sempre 10 punti, il secondo non più 6 ma 8 punti, poi 6, 5, 4, 3, 2 e 1.

### Regolamento tecnico
- La massima capacità del serbatoio carburante venne portata a 95 litri.

## Squadre e piloti

### Le premesse
I team della stagione 2003 ufficialmente iscritti furono sei, gli stessi che parteciparono al mondiale 2002 fatta eccezione per la Mitsubishi, la quale, dopo la deludente annata precedente, decise di prendersi un anno sabbatico per dedicarsi interamente allo sviluppo della nuova vettura che debutterà nel 2004. Si aggiunse invece la scuderia francese Citroën, che dopo le ultime due stagioni disputate parzialmente, nel 2003 si impegnò a tempo pieno a partecipare a tutti gli appuntamenti iscrivendosi ufficialmente al campionato costruttori.

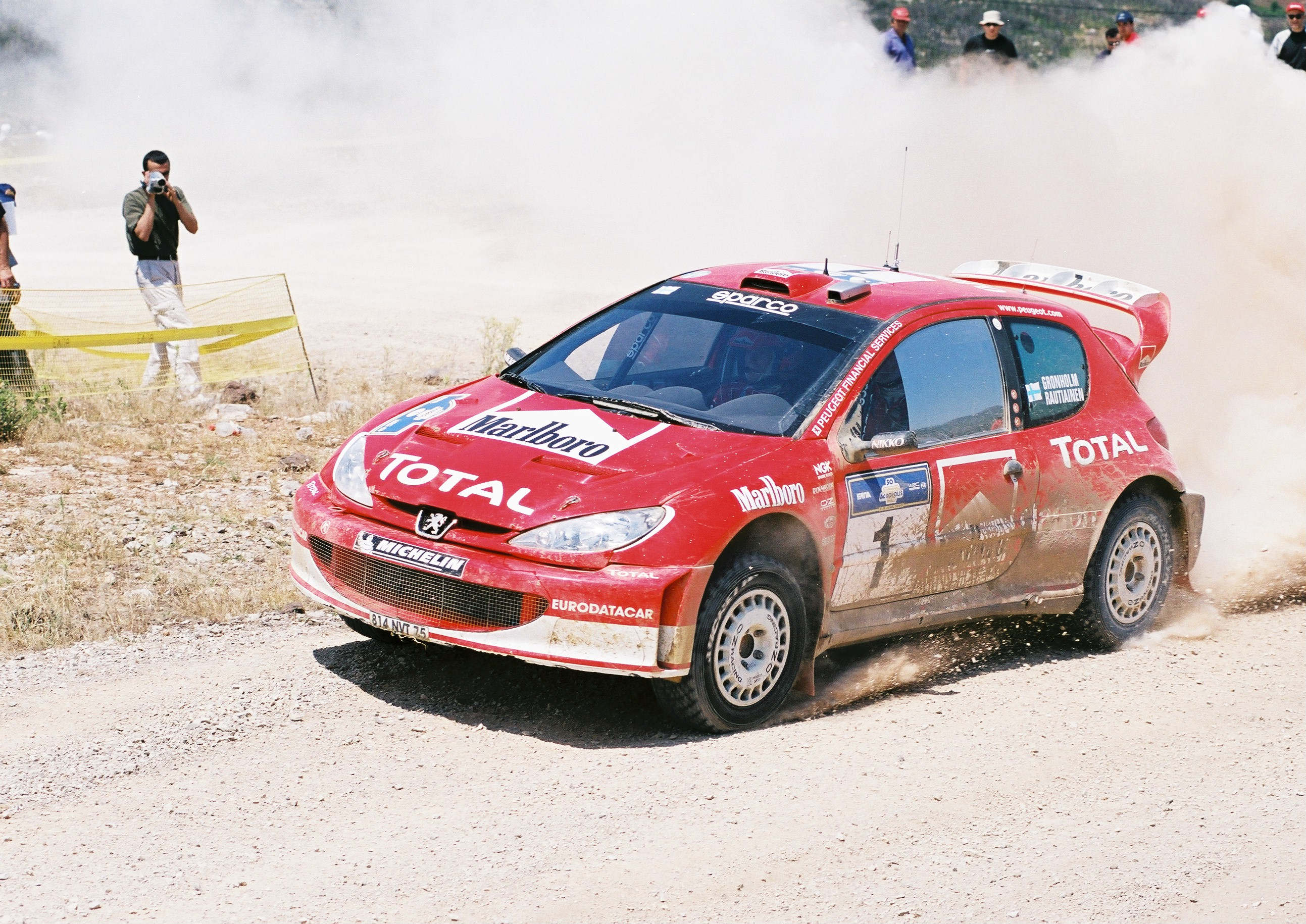
La Peugeot 206 WRC evo 2002 di Grönholm

- Marlboro Peugeot Total: Il costruttore francese confermò gli stessi piloti della stagione precedente, con Marcus Grönholm a portare il numero 1 sulle fiancate per difendere il titolo conquistato l'anno prima, affiancato ancora da Richard Burns, mentre Gilles Panizzi e Harri Rovanperä si alternarono, come accaduto nelle ultime stagioni, alla guida della terza 206 WRC, da quest'anno non più in livrea grigio/argento ma rossa in seguito all'accordo stipulato con la multinazionale del tabacco Marlboro. Per tutta l'annata 2003 venne impiegata l'evoluzione 2002 della vettura, che debuttò al rally dell'Acropoli 2002, la quale si apprestava infatti ad affrontare il suo ultimo campionato prima di essere sostituita dalla 307 WRC a partire dal 2004.[5][6]

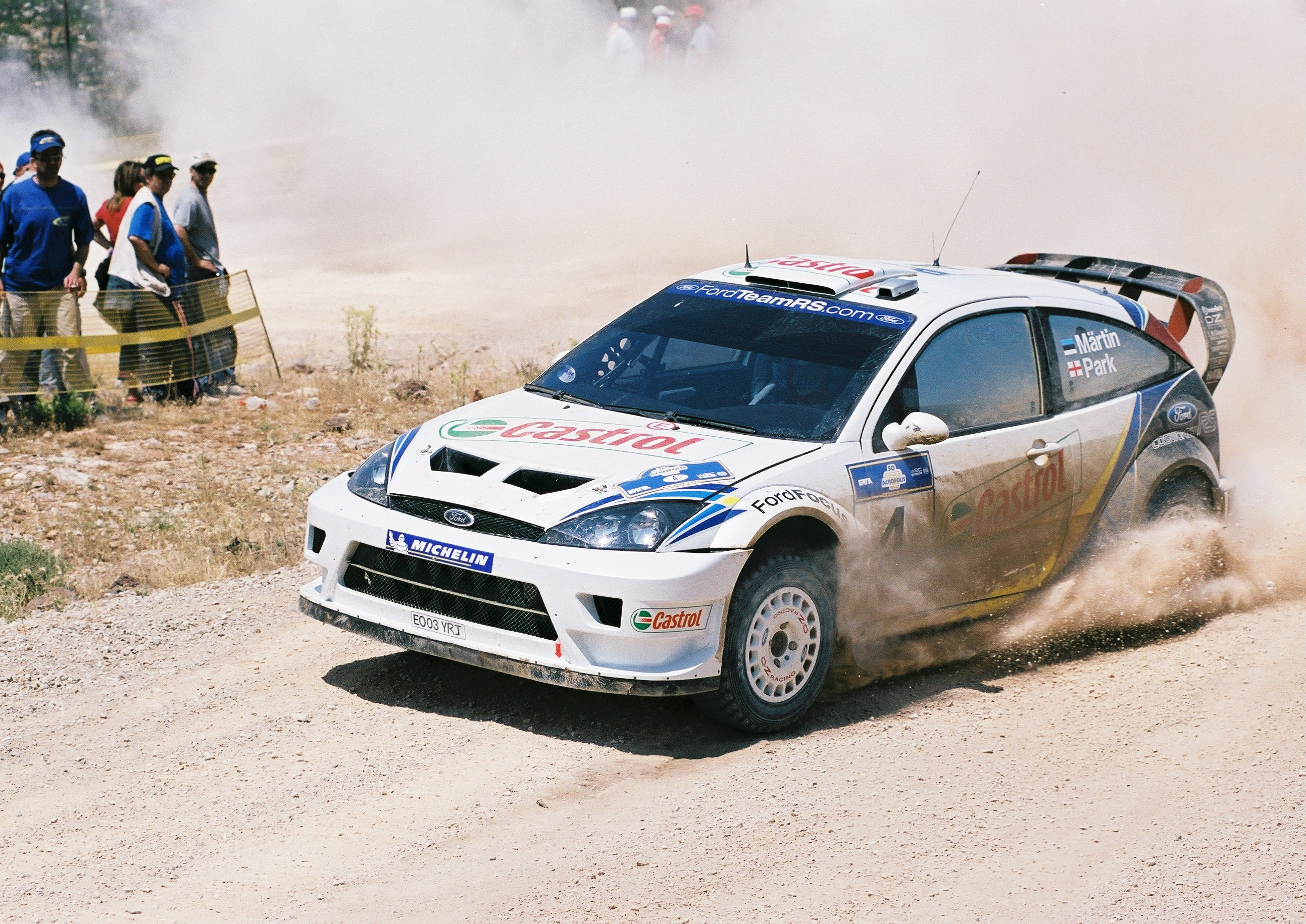
La nuova Ford Focus RS WRC 03 di Märtin

- Ford Rallye Sport: Dopo le partenze di Colin McRae e di Carlos Sainz, entrambi accasatisi alla Citroën, la casa dell'ovale blu, che ancora una volta affidò la gestione del team alla scuderia M-Sport di Malcolm Wilson, puntò definitivamente sui giovani, promuovendo Markko Märtin a prima guida, dopo la convincente stagione disputata nel 2002; compagni di squadra dell'estone furono il belga François Duval e il finlandese Mikko Hirvonen che, prima di firmare con Ford, aveva all'attivo soltanto tre rally nel campionato del mondo, disputati tutti nella passata stagione[7][8]. Ford cominciò l'annata con la Focus RS WRC 02, mentre dalla quarta gara in Nuova Zelanda fece debuttare la nuova Focus RS WRC 03, prima vettura interamente progettata da Cristian Loriaux, la quale presentava notevoli differenze dal modello 2002. L'attenzione del progettista venne rivolta soprattutto all'aerodinamica, con l'inserimento di una vistosa ala posteriore e altri dettagli nel corpo vettura; anche il motore, il Duratec-R costruito dalla Cosworth, era completamente nuovo, più leggero e disponeva di un inedito sistema di raffreddamento a doppia ventola, che garantiva quindi prestazioni superiori; nel comparto telaistico venne introdotta una nuova sospensione posteriore nonché affinata la distribuzione dei pesi nella vettura.[9][10]

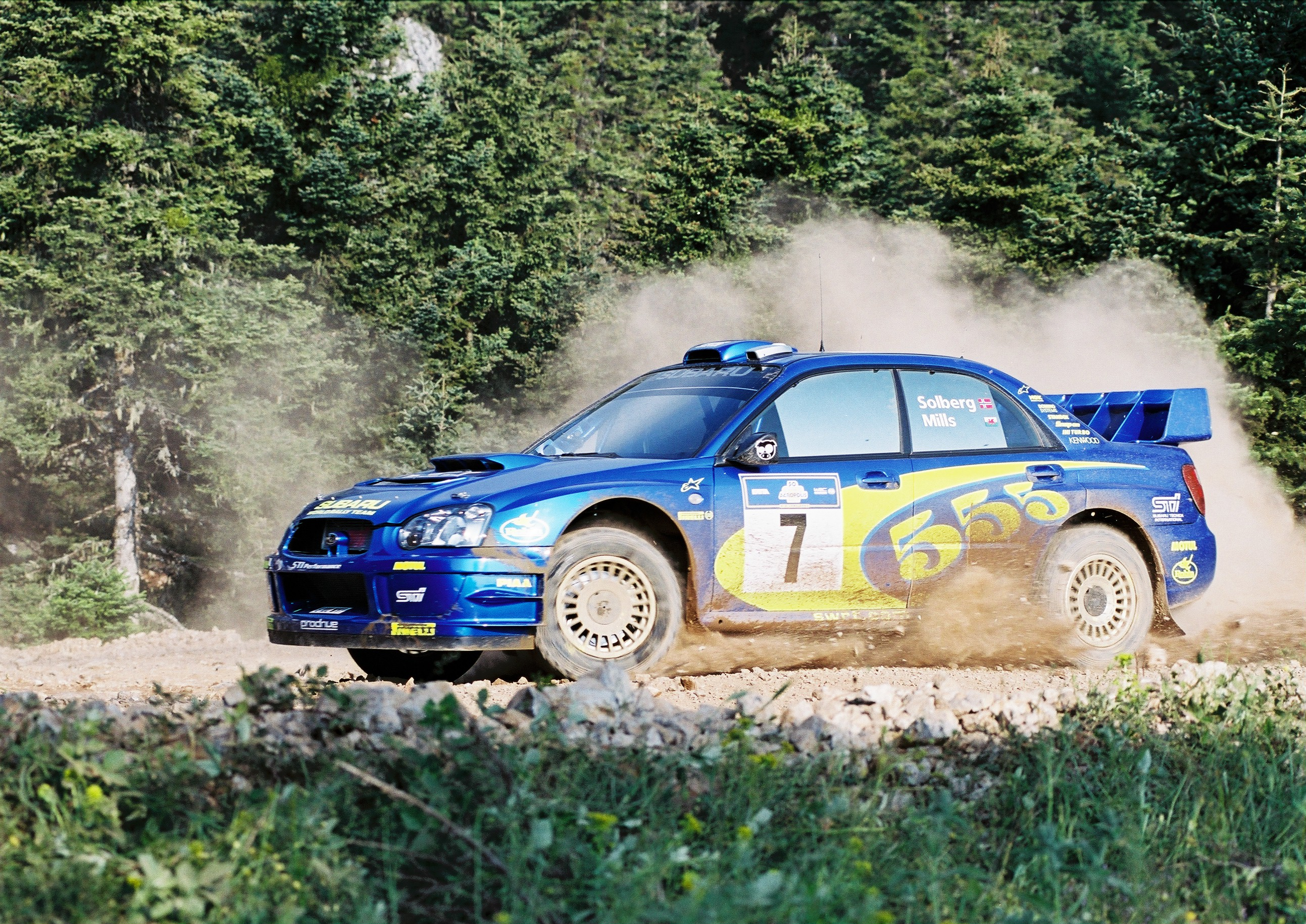
La nuova Subaru Impreza WRC2003 di Solberg

- 555 Subaru World Rally Team: La casa delle Pleiadi confermò gli stessi piloti della stagione 2002, con Petter Solberg prima guida e il quattro volte campione del mondo Tommi Mäkinen ancora una volta come compagno di squadra[11]. Completamente nuova la vettura, la Impreza WRC2003, basata sul restyling della vettura stradale e rinnovata nell'aerodinamica con un nuovo alettone posteriore e un ridisegnato paraurti anteriore; tali modifiche avevano l'obbiettivo di fornire all'auto una maggiore deportanza a leggero scapito della velocità massima. Venne inoltre potenziato il motore e allo stesso tempo reso più duttile per garantire una maggiore guidabilità dell'auto.[12]

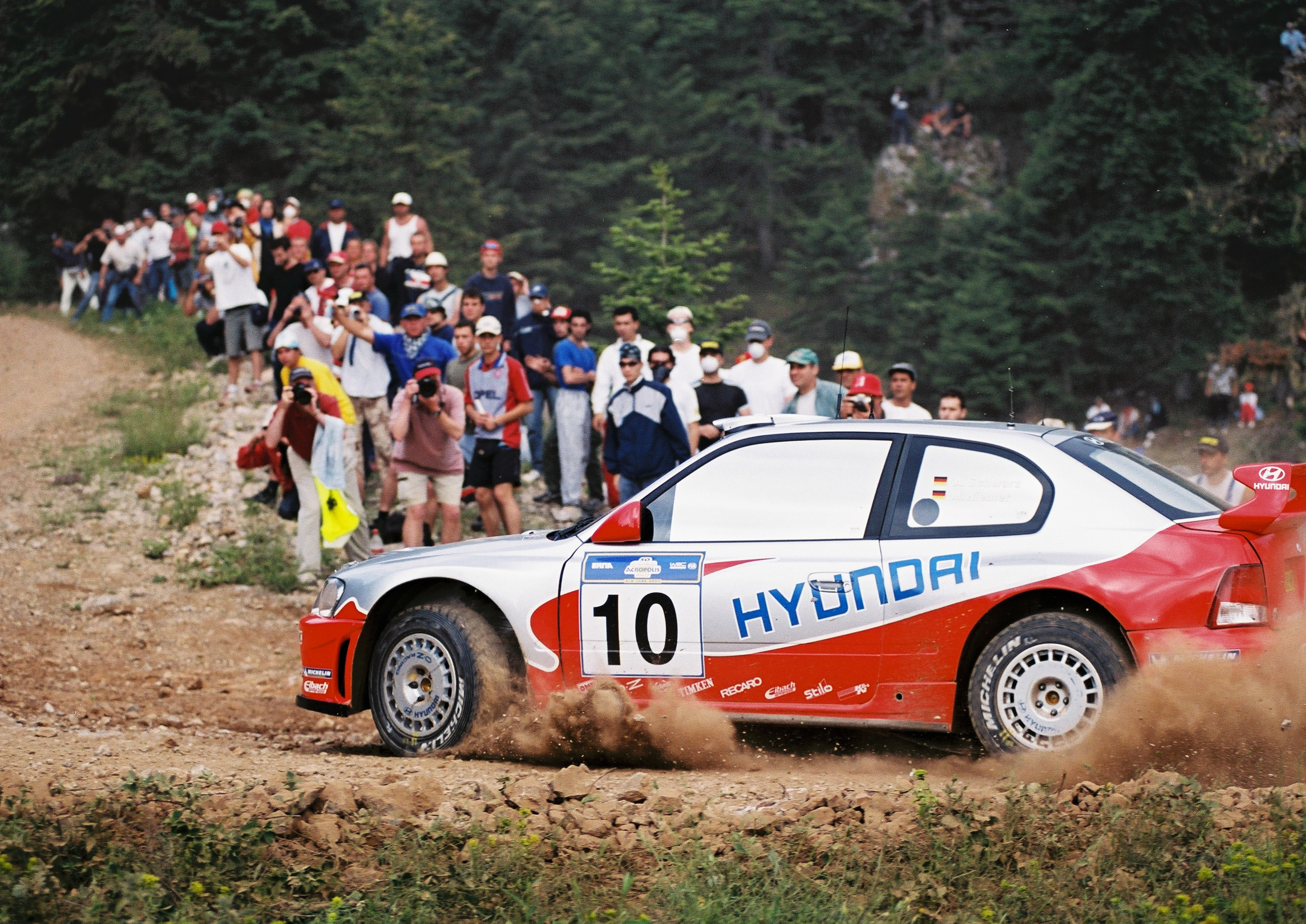
La Hyundai Accent WRC3 di Schwarz

- Hyundai World Rally Team: Il costruttore sudcoreano, perso Juha Kankkunen al termine della stagione 2002, confermò gli stessi altri due piloti anche per il 2003, ovvero Armin Schwarz e Freddy Loix e venne inoltre messa a disposizione una terza vettura in alcuni eventi, nella quale si alternarono l'austriaco Manfred Stohl e il finlandese Jussi Välimäki. Oltre a Kankkunen, Hyundai perse anche lo sponsor principale Castrol e si trovò pertanto a fronteggiare una stagione con un budget ridotto, situazione che portò a uno scarso sviluppo e testing della vettura impiegata nel 2003, la Accent WRC3 già utilizzata nell'annata precedente. Dopo una prima parte di stagione avara di risultati e a causa del mancato sviluppo dell'auto il direttore tecnico Graham Moore lasciò la squadra ad agosto e gli sponsor pertanto non vennero attirati dalla precaria situazione del team coreano.[13]

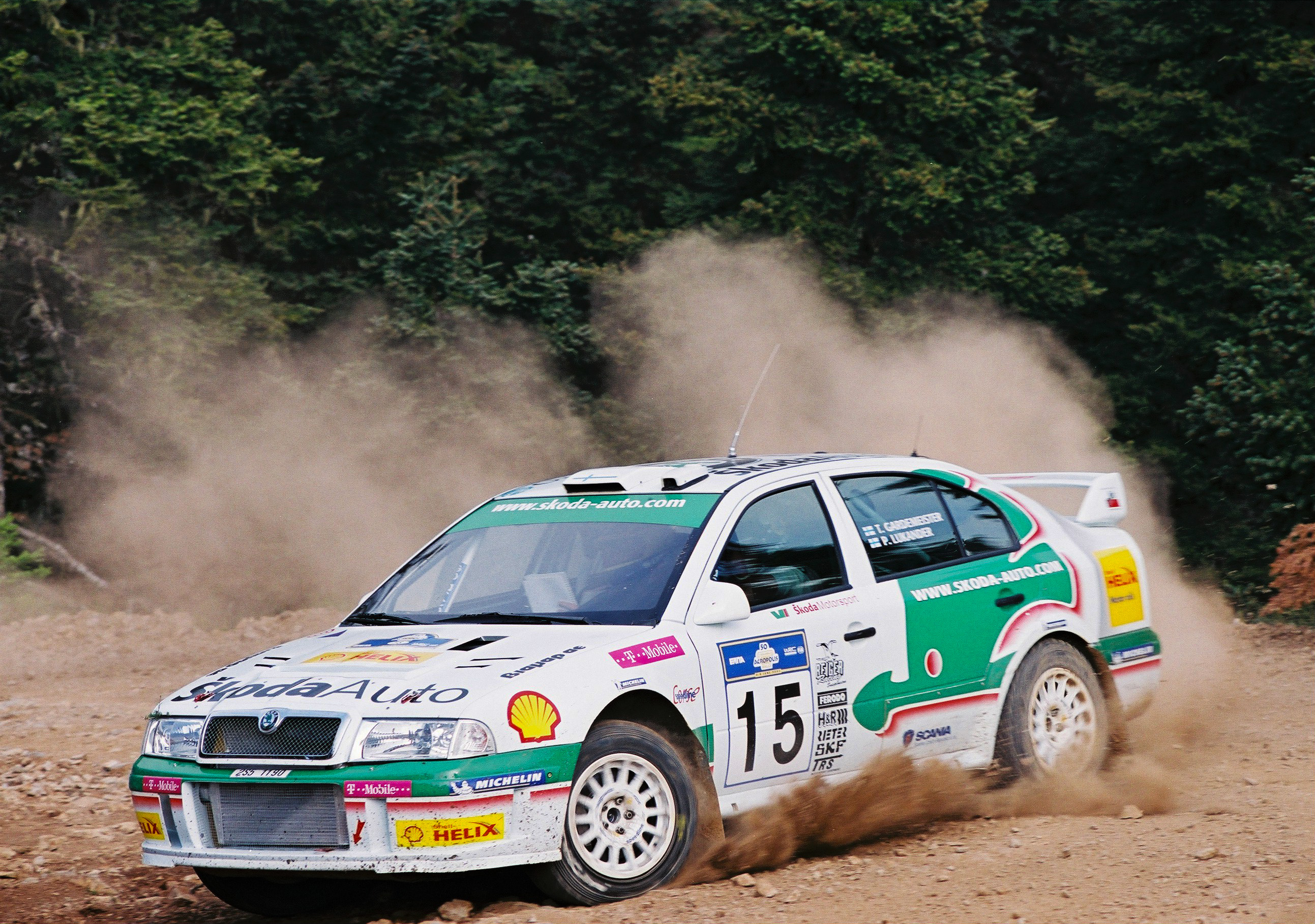
La Skoda Octavia WRC Evo3 di Gardemeister

- Škoda Motorsport: Due i piloti anche nella casa ceca, che ingaggiò come prima guida il campione del mondo 1994 Didier Auriol, affiancato dal finlandese Toni Gardemeister[14]. Škoda disputò le prime sette gare dell'anno con la Octavia WRC Evo3, su cui i tecnici hanno lavorato soprattutto per quanto concerne la distribuzione dei pesi e l'abbassamento del centro di gravità. A partire dal rally di Germania debuttò la nuova auto, la compatta Fabia WRC, progettata da un foglio bianco e con ampie possibilità di sviluppo; l'auto montava la stessa unità motore a 20 valvole che equipaggiava la Octavia e un cambio Xtrac disposto trasversalmente.[15]

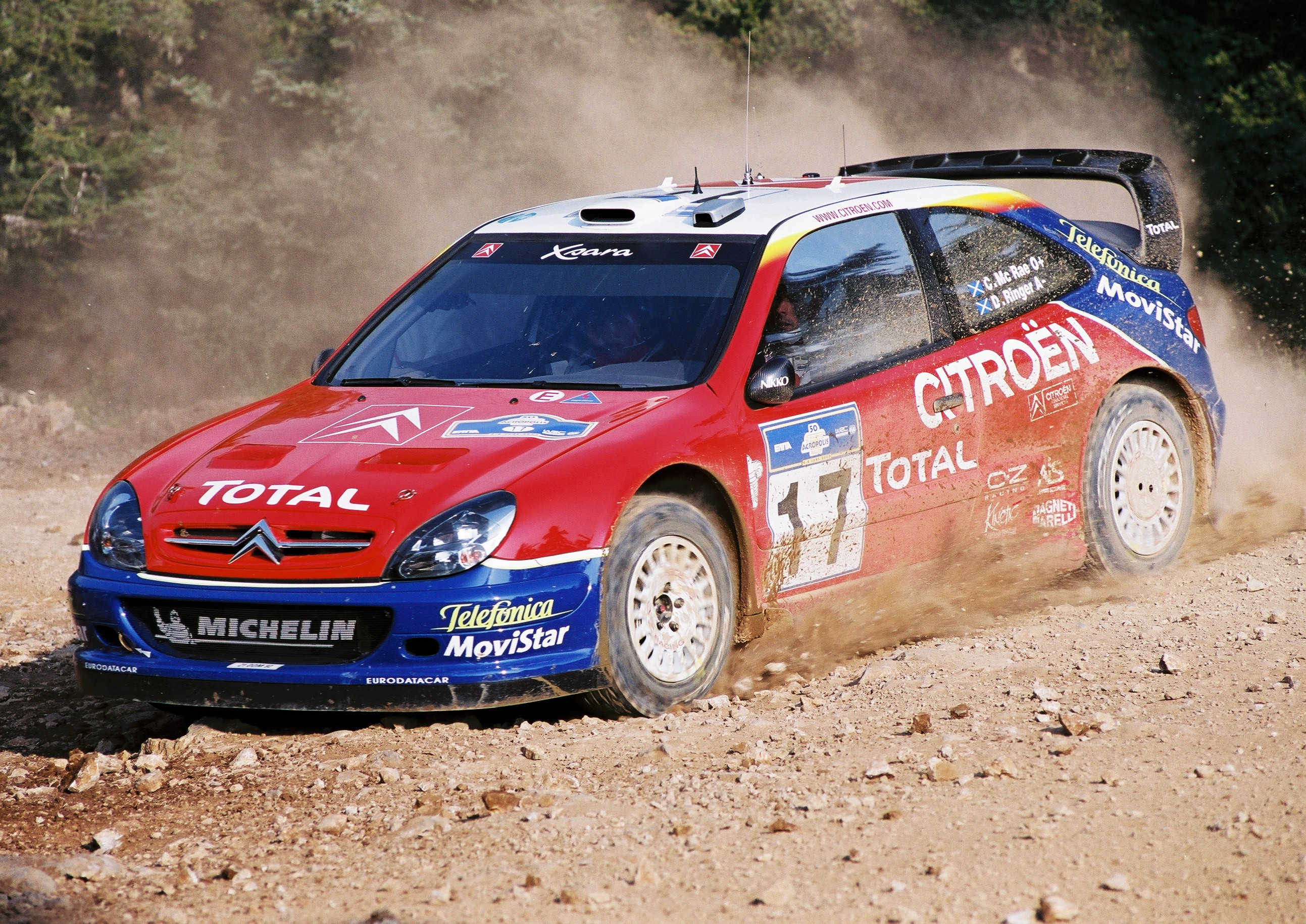
La Citroën Xsara WRC di McRae

- Citroën Total: Per la sua prima stagione completa, la Citroën mise a segno due colpi per il mercato piloti, prelevando dalla Ford i due ex campioni del mondo Colin McRae, e Carlos Sainz, che affiancarono per tutto l'anno la giovane promessa francese Sébastien Loeb[16]. L'auto utilizzata è la Xsara WRC, quest'anno in livrea rosso-blu grazie all'arrivo dello sponsor spagnolo Telefónica portato da Sainz; la scuderia francese iniziò l'anno con l'auto del 2002 leggermente migliorata nelle prestazioni soprattutto per quanto riguarda il motore, che garantì una migliore accelerazione e ripresa dalle basse velocità; venne inoltre introdotto un nuovo sistema idraulico che collegava le barre antirollio anteriori e posteriori per un miglior assetto dell'auto; della Xsara verrà svelata una versione aggiornata a partire da aprile.[17]

Come detto, in questa stagione è assente la Mitsubishi, visto l'impegno con lo sviluppo della nuova vettura in vista della stagione 2004.

### Iscritti e partecipanti

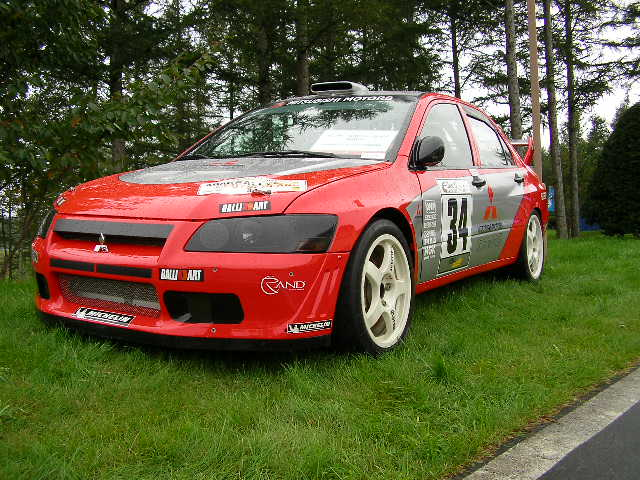
La Mitsubishi Lancer WRC2 utilizzata da Kristian Sohlberg al rally di Germania 2003

| Iscritti team costruttori WRC | Iscritti team costruttori WRC | Iscritti team costruttori WRC | Iscritti team costruttori WRC | Iscritti team costruttori WRC | Iscritti team costruttori WRC | Iscritti team costruttori WRC | Iscritti team costruttori WRC |
| Costruttori                   | Squadre                       | Auto                          | Pneumatici                    | Nº                            | Piloti                        | Copiloti                      | Gare                          |
| ----------------------------- | ----------------------------- | ----------------------------- | ----------------------------- | ----------------------------- | ----------------------------- | ----------------------------- | ----------------------------- |
| Peugeot                       | Marlboro Peugeot Total        | 206 WRC (2002)                | M                             | 1                             | Marcus Grönholm               | Timo Rautiainen               | Tutte                         |
| Peugeot                       | Marlboro Peugeot Total        | 206 WRC (2002)                | M                             | 2                             | Richard Burns                 | Robert Reid                   | 1–13                          |
| Peugeot                       | Marlboro Peugeot Total        | 206 WRC (2002)                | M                             | 2                             | Freddy Loix                   | Sven Smeets                   | 14                            |
| Peugeot                       | Marlboro Peugeot Total        | 206 WRC (2002)                | M                             | 3                             | Gilles Panizzi                | Hervé Panizzi                 | 1, 8, 11–13                   |
| Peugeot                       | Marlboro Peugeot Total        | 206 WRC (2002)                | M                             | 3                             | Harri Rovanperä               | Risto Pietiläinen             | 2–7, 9–10, 14                 |
| Ford                          | Ford Rallye Sport             | Focus RS WRC 02               | M                             | 4                             | Markko Märtin                 | Michael Park                  | 1–3                           |
| Ford                          | Ford Rallye Sport             | Focus RS WRC 02               | M                             | 5                             | François Duval                | Jean-Marc Fortin              | 1–2                           |
| Ford                          | Ford Rallye Sport             | Focus RS WRC 02               | M                             | 5                             | François Duval                | Stéphane Prévot               | 3                             |
| Ford                          | Ford Rallye Sport             | Focus RS WRC 02               | M                             | 6                             | Mikko Hirvonen                | Jarmo Lehtinen                | 1–3                           |
| Ford                          | Ford Rallye Sport             | Focus RS WRC 03               | M                             | 4                             | Markko Märtin                 | Michael Park                  | 4–14                          |
| Ford                          | Ford Rallye Sport             | Focus RS WRC 03               | M                             | 5                             | François Duval                | Stéphane Prévot               | 4–14                          |
| Ford                          | Ford Rallye Sport             | Focus RS WRC 03               | M                             | 6                             | Mikko Hirvonen                | Jarmo Lehtinen                | 4–14                          |
| Subaru                        | 555 Subaru World Rally Team   | Impreza WRC2003               | P                             | 7                             | Petter Solberg                | Phil Mills                    | Tutte                         |
| Subaru                        | 555 Subaru World Rally Team   | Impreza WRC2003               | P                             | 8                             | Tommi Mäkinen                 | Kaj Lindström                 | Tutte                         |
| Hyundai                       | Hyundai World Rally Team      | Accent WRC3                   | M                             | 10                            | Armin Schwarz                 | Manfred Hiemer                | 1–10                          |
| Hyundai                       | Hyundai World Rally Team      | Accent WRC3                   | M                             | 11                            | Freddy Loix                   | Sven Smeets                   | 1–10                          |
| Hyundai                       | Hyundai World Rally Team      | Accent WRC3                   | M                             | 12                            | Jussi Välimäki                | Tero Gardemeister             | 2, 4, 6, 9                    |
| Hyundai                       | Hyundai World Rally Team      | Accent WRC3                   | M                             | 12                            | Justin Dale                   | Andrew Bargery                | 7                             |
| Hyundai                       | Hyundai World Rally Team      | Accent WRC3                   | M                             | 12                            | Manfred Stohl                 | Ilka Minor                    | 8                             |
| Škoda                         | Škoda Motorsport              | Octavia WRC Evo3              | M                             | 14                            | Didier Auriol                 | Denis Giraudet                | 1–7                           |
| Škoda                         | Škoda Motorsport              | Octavia WRC Evo3              | M                             | 15                            | Toni Gardemeister             | Paavo Lukander                | 1–7                           |
| Škoda                         | Škoda Motorsport              | Fabia WRC                     | M                             | 14                            | Didier Auriol                 | Denis Giraudet                | 8–14                          |
| Škoda                         | Škoda Motorsport              | Fabia WRC                     | M                             | 15                            | Toni Gardemeister             | Paavo Lukander                | 8–14                          |
| Citroën                       | Citroën Total                 | Xsara WRC                     | M                             | 17                            | Colin McRae                   | Derek Ringer                  | Tutte                         |
| Citroën                       | Citroën Total                 | Xsara WRC                     | M                             | 18                            | Sébastien Loeb                | Daniel Elena                  | Tutte                         |
| Citroën                       | Citroën Total                 | Xsara WRC                     | M                             | 19                            | Carlos Sainz                  | Marc Martí                    | Tutte                         |
| Citroën                       | Citroën Total                 | Xsara WRC                     | M                             | 20                            | Philippe Bugalski             | Jean-Paul Chiaroni            | 8, 11–13                      |

| Ford       | Ford Rallye Sport          | Focus RS WRC 02 | Jari-Matti Latvala | Carl Williamson | 6   |
| Ford       | Ford Rallye Sport          | Focus RS WRC 02 | Jari-Matti Latvala | Miikka Anttila  | 8–9 |
| Ford       | Ford Rallye Sport          | Focus RS WRC 01 | Jari-Matti Latvala | Miikka Anttila  | 14  |
| Peugeot    | Peugeot Sport Finland      | 206 WRC (2002)  | Sebastian Lindholm | Timo Hantunen   | 9   |
| Mitsubishi | Mitsubishi Ralliart Europe | Lancer WRC2     | Alister McRae      | David Senior    | 4   |
| Mitsubishi | Mitsubishi Motors          | Lancer WRC2     | Kristian Sohlberg  | Jakke Honkanen  | 8   |

## La stagione

### Rally di Montecarlo (24–26 gennaio)

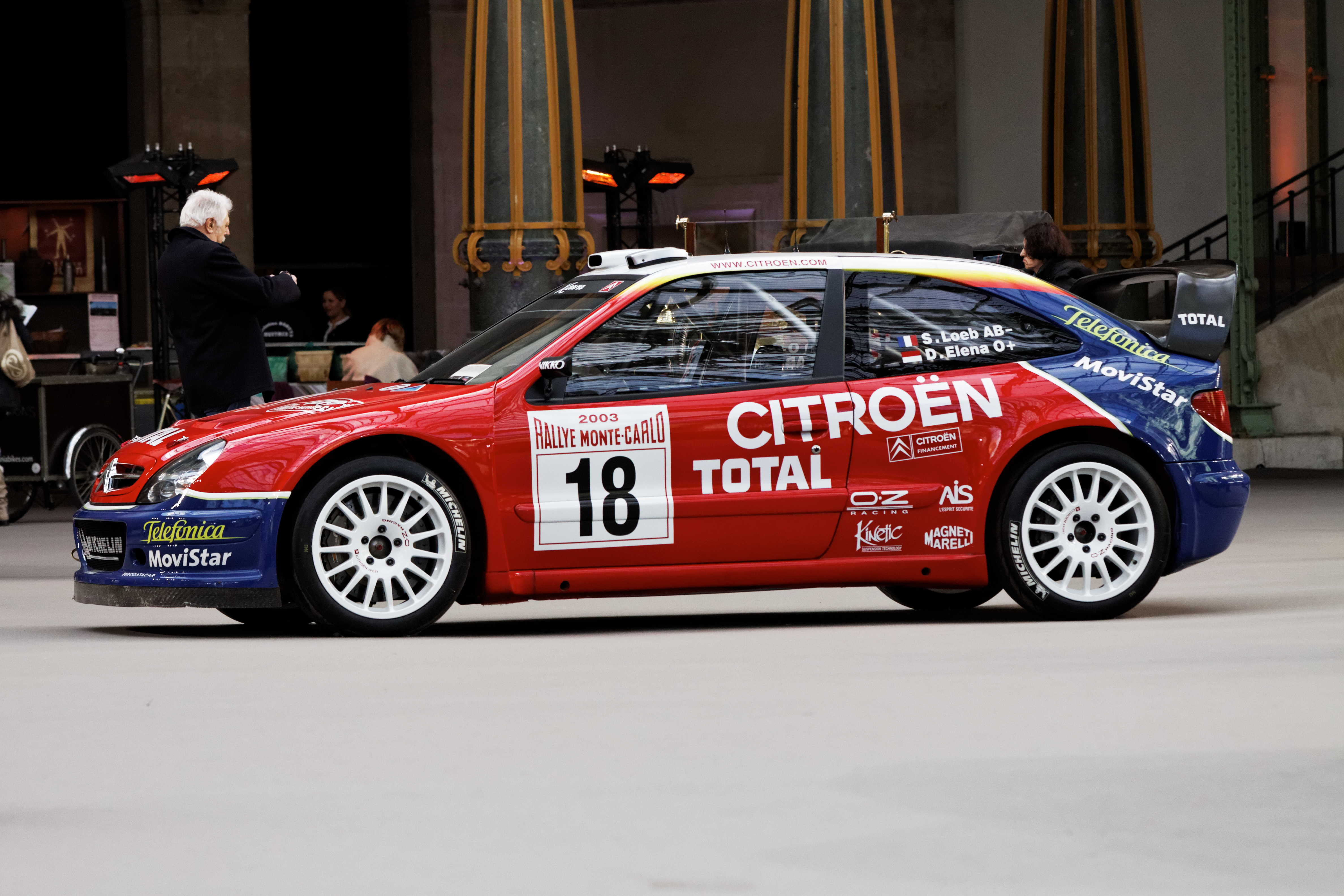
La Citroën Xsara WRC di Loeb/Elena, vincitori del rally di Monte Carlo 2003

La prima prova del Mondiale era come di consuetudine il Rally di Montecarlo, la gara monegasca ha visto la tripletta della Citroën, con Sébastien Loeb vincitore davanti a Colin McRae e Carlos Sainz. Loeb prese il comando della corsa durante la seconda tappa quando Marcus Grönholm commise un errore grossolano mentre era in testa, chiudendo la gara soltanto tredicesimo. Quarto posto per Markko Märtin al volante della Ford Focus RS WRC, davanti alla Peugeot 206 WRC ufficiale di Richard Burns e a quella privata del francese Cédric Robert; la zona punti venne completata dalla seconda Focus di François Duval e dalla Hyundai Accent WRC di Armin Schwarz. Fuori entrambe le Subaru di Petter Solberg e di Tommi Mäkinen, entrambe uscite di strada nella prova speciale numero 5 durante la prima giornata.

### Rally di Svezia (7–9 febbraio)

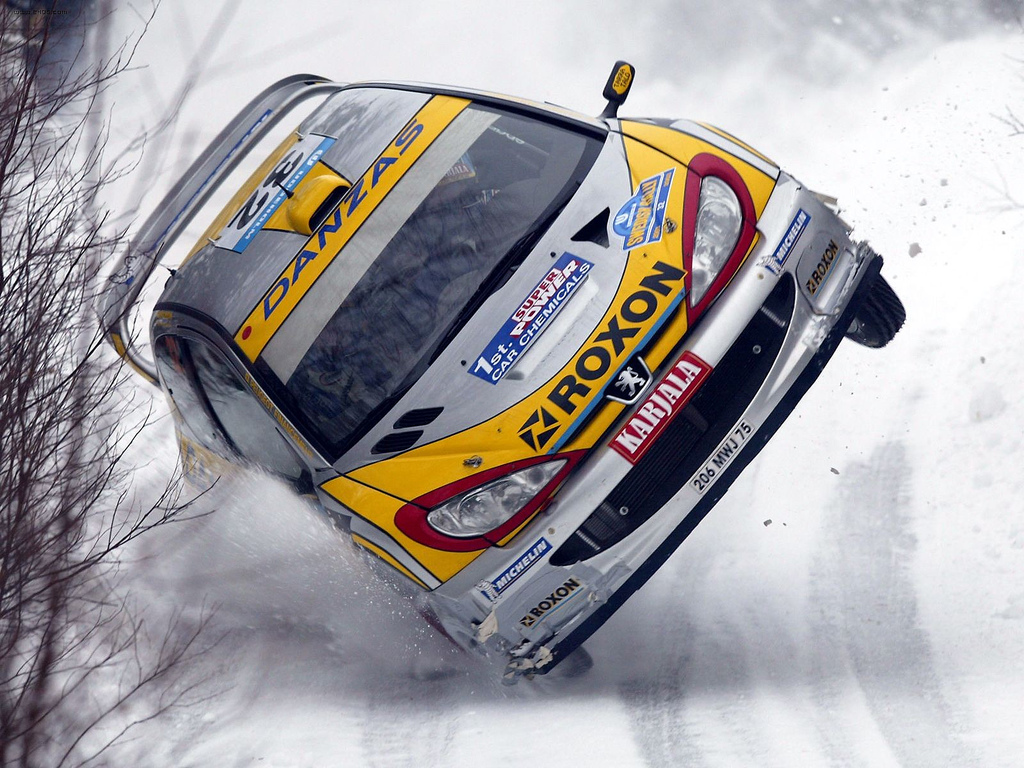
Il finlandese Juuso Pykälistö in uno spettacolare passaggio del rally di Svezia 2003

La Peugeot e Grönholm si riscattarono in Svezia, dove il finlandese vinse davanti al connazionale Tommi Mäkinen con la Subaru e al britannico Richard Burns con l'altra Peugeot. Quarto Markko Märtin davanti a Colin McRae e a Petter Solberg, solo settimo Sébastien Loeb, mentre la zona punti venne completata da Toni Gardemeister, ottavo con la Škoda. Non videro il traguardo il belga François Duval a causa di un problema al motore e Harri Rovanperä, terzo pilota Peugeot, fermo a causa di un incidente occorsogli nella stessa speciale, quando la sua auto venne colpita dall'altra 206 WRC del connazionale Juuso Pykälistö, al via con un esemplare privato.

### Rally di Turchia (27 febbraio–2 marzo)
Il terzo appuntamento stagionale, il primo su terra, era il rally di Turchia, che per la prima volta nella sua storia entrò a far parte del calendario mondiale. Il primo colpo di scena arrivò già all'inizio con Sébastien Loeb e Petter Solberg fermi nelle prime battute entrambi per problemi meccanici. Fuori sempre per noie meccaniche sia Harri Rovanperä che Didier Auriol. A vincere la gara è Carlos Sainz, che eguagliò così il record di vittorie di Colin McRae, ovvero 25. Sul podio anche Richard Burns, secondo con la Peugeot, e il belga François Duval, che collezionò il suo primo podio iridato in carriera, chiudendo al terzo posto con la Ford. Seguirono Colin McRae, quarto al volante della Citroën, e Gilles Panizzi, ottimo quinto assoluto con una 206 non ufficiale. A chiudere la zona punti Markko Märtin, Toni Gardemeister e Tommi Mäkinen.

### Rally della Nuova Zelanda (11–13 aprile)
Ci si spostò oltreoceano per il quarto appuntamento della stagione, ovvero il rally della Nuova Zelanda. La Ford fece debuttare la versione 2003 della Focus, aggiornata completamente nell'aerodinamica e resa più aggressiva rispetto alle versioni precedenti. Si registrò intanto la doppietta della Peugeot con Marcus Grönholm, che conquistò la seconda vittoria in stagione, davanti a Richard Burns il quale rafforzò così la sua leadership nel mondiale. Terzo posto per Petter Solberg davanti a Sébastien Loeb, alla sua prima partecipazione in terra neozelandese. Ottima quinta posizione per la Škoda di Toni Gardemeister, che ottenne così il miglior piazzamento stagionale, davanti ad Alister McRae, fratello del più noto Colin, quest'ultimo costretto al ritiro per problemi meccanici. Settimo Tommi Mäkinen davanti a Didier Auriol, che conquistò il suo primo punto stagionale con la seconda Octavia WRC. Carlos Sainz chiuse solo dodicesimo dopo aver commesso un errore nella seconda giornata di gara. Fermi invece per problemi meccanici sia Markko Märtin che Harri Rovanperä.

### Rally d'Argentina (8–11 maggio)
In Argentina fu ancora Marcus Grönholm a terminare davanti a tutti, collezionando la seconda vittoria consecutiva e la terza della stagione dopo i successi in Svezia e in Nuova Zelanda. Carlos Sainz avrebbe vinto il rally "sul campo", ma arrivò solo secondo dopo aver ricevuto un minuto di penalità; sul podio anche l'altra Peugeot di Richard Burns, terzo davanti al suo compagno di squadra Harri Rovanperä. Quinto posto per la Subaru di Petter Solberg, sesto e settimo per le due Škoda di Didier Auriol e di Toni Gardemeister, mentre François Duval completò la zona punti chiudendo ottavo con la Focus. Secondo ritiro consecutivo per Markko Märtin, fermo per problemi meccanici nelle battute finali, e ritiro anche per Sébastien Loeb per via di problemi meccanici, mentre Colin McRae dovette arrendersi a causa di un principio d'incendio e Tommi Mäkinen abbandonò a tre speciali dal termine.

### Rally dell'Acropoli (6–8 giugno)

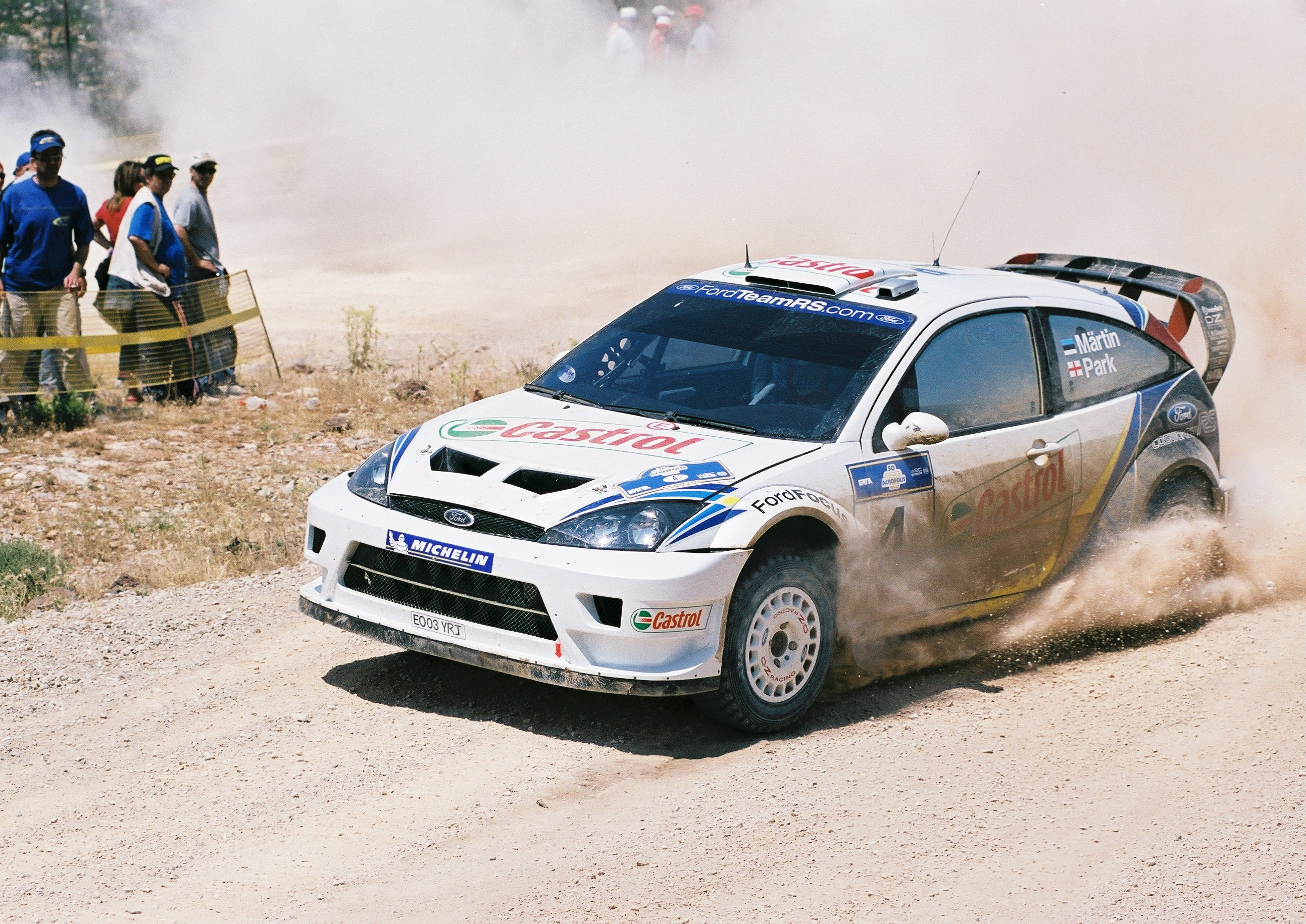
Markko Märtin e Michael Park, vincitori dell'Acropolis Rally 2003, al loro primo successo in carriera

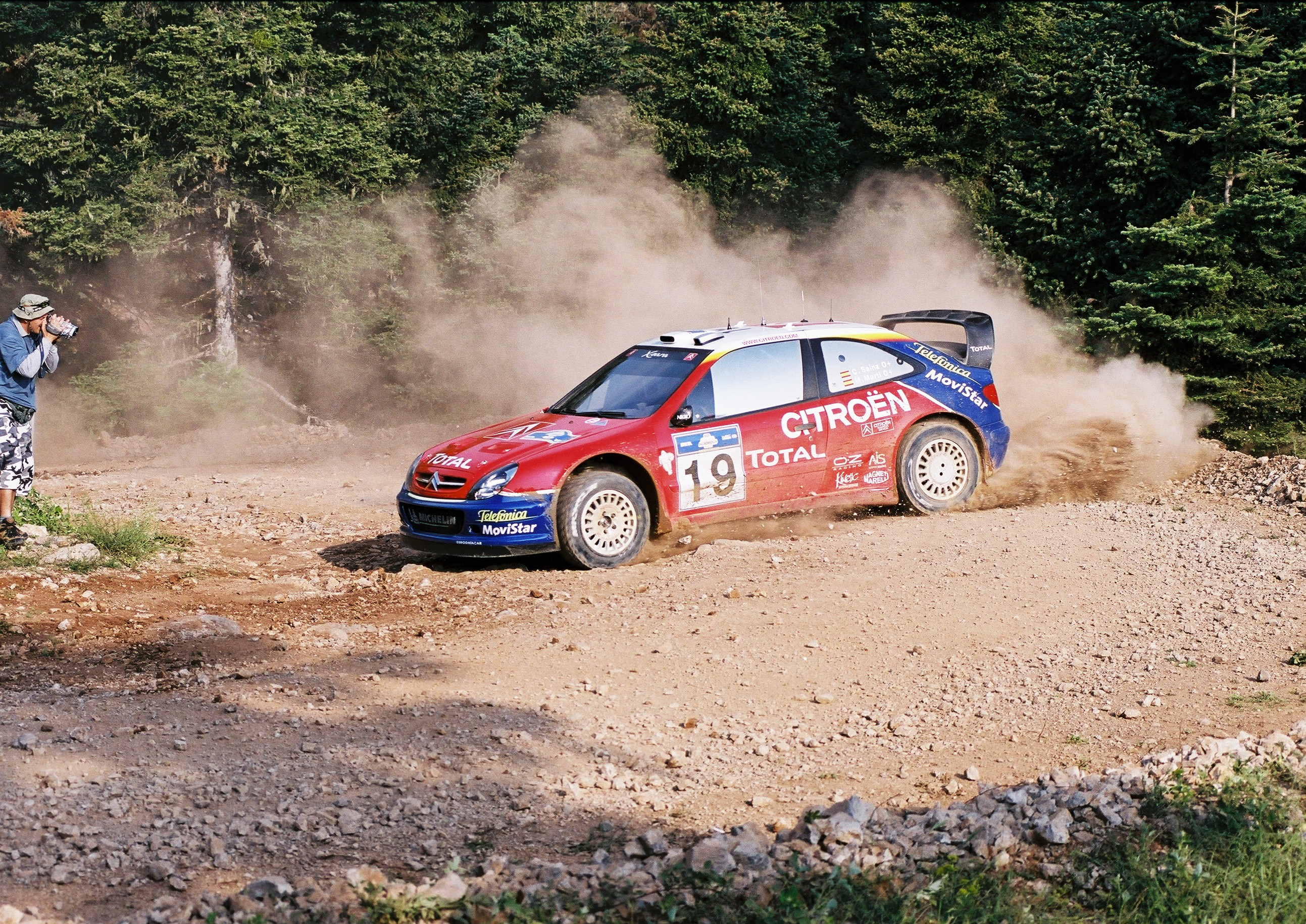
L'equipaggio spagnolo di Sainz/Martí, secondi classificati

Si ritornò in Europa con il rally dell'Acropoli. La gara ellenica perdette Sébastien Loeb già nella prima speciale, fermato da seri problemi al motore, mentre Marcus Grönholm gettò la spugna al termine della prima tappa a causa della mancanza di benzina della sua 206 WRC. Ferme nella prima tappa anche le due Ford di François Duval e di Mikko Hirvonen, la Skoda di Toni Gardemeister e tutte e tre le Hyundai. Vinse pertanto Markko Märtin, diventando così il primo estone a vincere una gara del campionato del mondo, nonostante aver trascorso alcune speciali con il cofano motore apertosi e rimanendo bloccato contro il parabrezza. Seconda posizione per Carlos Sainz, mentre Petter Solberg completò il podio con la Subaru. Buon quarto posto per Richard Burns, sempre più leader del Mondiale, che chiuse la gara come miglior pilota Peugeot in classifica davanti a Tommi Mäkinen, quinto, e all'altra 206 di Harri Rovanperä, giunto sesto. Finirono nella zona punti anche Gilles Panizzi, settimo con una 206 semi-ufficiale, e Colin McRae, solo ottavo con la Xsara WRC.

### Rally di Cipro (20–22 giugno)
Il giro di boa per il campionato arrivò nell'isola di Cipro per il settimo appuntamento stagionale. Vittoria con ampio margine per Petter Solberg al volante di una Subaru, e per il norvegese si trattò del primo successo stagionale e del secondo in carriera dopo quello ottenuto in Gran Bretagna l'anno prima. Oltre quattro minuti il vantaggio del "subarista" nei confronti di Harri Rovanperä, che chiuse secondo davanti a Sébastien Loeb. Terminarono ai piedi del podio le altre due Xsara di Colin McRae e di Carlos Sainz. Mikko Hirvonen, con l'unica Ford ufficiale rimasta in gara, chiuse al sesto posto, collezionando i primi punti iridati in carriera. Completarono la zona punti Armin Schwarz, settimo con la Hyundai, e l'inglese Alistair Ginley, che collezionò il suo primo punto iridato in carriera chiudendo ottavo con una Ford Focus privata. Costrette al ritiro per problemi meccanici le Peugeot di Marcus Grönholm e del leader della classifica iridata Richard Burns, al suo primo ritiro stagionale, le Ford del vincitore dell'Acropoli Markko Märtin e di François Duval, nonché la seconda Subaru di Tommi Mäkinen. Triste epilogo con due ritiri per le Škoda Octavia WRC, alla loro ultima apparizione iridata ufficiale prima di lasciare il testimone alla nuova Fabia WRC.

### Rally di Germania (25–27 luglio)
Dopo cinque settimane il Mondiale riprese sugli asfalti del rally di Germania, inserito nel calendario mondiale per il secondo anno consecutivo. Škoda fece debuttare in Germania la sua nuova vettura, la Fabia WRC, più piccola rispetto alla sua progenitrice; entrambe le Fabia furono però costrette al ritiro, per un'uscita di strada quella di Auriol e per una sospensione rotta, dopo aver investito una pietra, quella di Gardemeister. Continuò invece l'annus horribilis di Tommi Mäkinen, ormai agli sgoccioli della carriera, tradito da problemi all'alternatore della sua Impreza che lo lasciò a piedi. Vittoria per Sébastien Loeb, il quale bissò il successo dell'anno passato, con un margine di quattro secondi nei confronti di Marcus Grönholm, mentre Richard Burns salì sul gradino più basso del podio, rimasto invariato rispetto a quello di dodici mesi prima ma con il secondo e il terzo posto invertiti. Colin McRae chiuse quarto con la seconda Xsara, davanti a Markko Märtin, quinto con la Focus 2003 al debutto su fondo catramato, e Carlos Sainz, sesto assoluto. Completarono la zona punti François Duval, settimo con la seconda Focus e Petter Solberg, insoddisfatto del risultato con la Subaru.

### Rally di Finlandia (7–10 agosto)
Ci si trasferì in Finlandia per il nono appuntamento della stagione, che come tradizione poteva essere un trionfo per i padroni di casa, ma Marcus Grönholm, reduce da tre vittorie consecutive nel rally di casa, alzò bandiera bianca a causa della perdita di una ruota in seguito alla rottura della sospensione della sua Peugeot. Nella top five non entrarono piloti finlandesi e l'unico nordico a farne parte fu Petter Solberg, che concluse la gara al secondo posto beffando all'ultima speciale Richard Burns. La vittoria andò a Markko Märtin, al suo secondo successo stagionale dopo quello ottenuto in Grecia un paio di mesi prima. Completarono il podio i già citati Solberg e Burns, seguiti dalle Citroën di Carlos Sainz e di Sébastien Loeb, sempre in corsa per il titolo mondiale. Tommi Mäkinen era il primo pilota di casa in classifica, chiudendo sesto davanti al connazionale Janne Tuohino, settimo con la Ford e all'altro finlandese Sebastian Lindholm, buon ottavo con una 206 privata. Tra gli altri incidenti quelli di Harri Rovanperä, a causa di un impatto contro l'albero, e di Colin McRae, protagonista di uno spettacolare cappottamento che ha ridotto in pessime condizioni la sua Citroën Xsara. Al via anche il campione del mondo 1981 Ari Vatanen che ha concluso undicesimo con la sua Peugeot.

### Rally d'Australia (4–7 settembre)

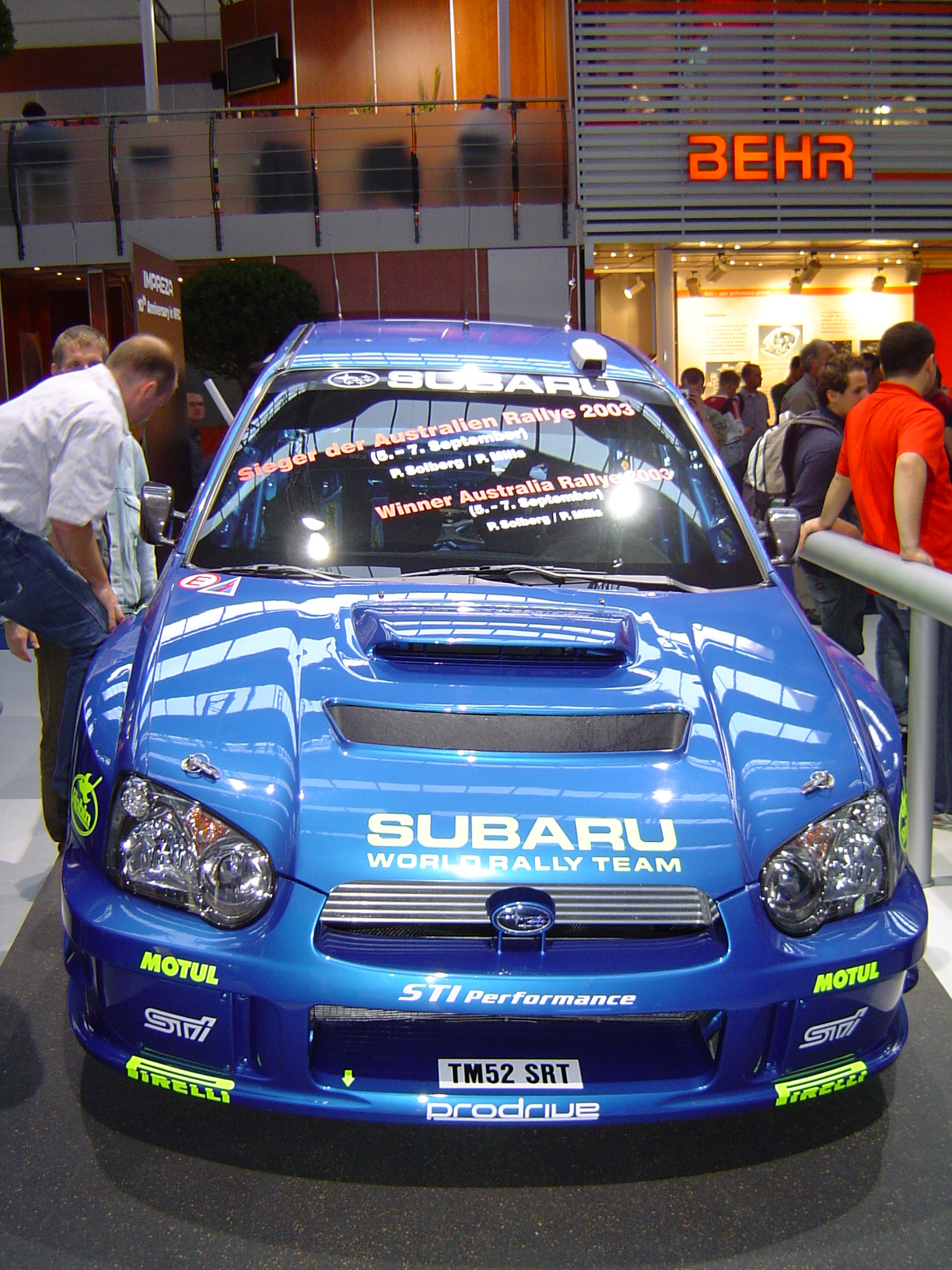
La Subaru Impreza WRC2003 con la quale Petter Solberg e Phil Mills vinsero il rally d'Australia 2003

Si volò oltreoceano per il rally d'Australia, dove dopo una bella battaglia Petter Solberg ebbe la meglio su Sébastien Loeb, ed entrambi si rilanciarono prepotentemente nella corsa per il titolo, che vide ancora Richard Burns in testa al Mondiale, concludendo al terzo posto la sua trasferta australiana. Quarto e quinto posto per le altre due Citroën di Colin McRae e Carlos Sainz, i quali ottennero punti fondamentali per tenere la casa francese in corsa per il mondiale costruttori al cospetto dei "cugini" della Peugeot. Seguirono poi Tommi Mäkinen, sesto, Harri Rovanperä, settimo, e Freddy Loix, ottavo al volante della Hyundai. il team coreano terminò anzitempo la stagione a causa di problemi di budget. Tra i ritiri quelli di Marcus Grönholm, costretto all'abbandono con la vettura rimasta bloccata mentre stava tentando invano di rientrare in pista dopo aver tentato di tagliare un tornante in salita in una prova speciale a seguito di un errore. Markko Märtin venne invece squalificato a causa di una roccia trovata dentro l'auto, considerata come una zavorra illegale.

### Rally di Sanremo (3–5 ottobre)
Si tornò in Europa con il rally di Sanremo, il primo di un trittico di gare su asfalto nel mese di ottobre, che in quell'anno fece la sua ultima apparizione nel campionato del mondo prima di trasferirsi sugli sterrati della Sardegna a partire dalla stagione 2004. Si presentarono al via della gara solo cinque team ufficiali dopo l'abbandono improvviso della Hyundai. Vinse Sébastien Loeb, che collezionò il terzo successo stagionale e tornando in piena corsa per il Mondiale; l'alsaziano rischiò grosso in un'ultima tappa "spezzata" in due dal tempo, con le prime due prove all'asciutto e le ultime due con la pioggia, addirittura con il finimondo all'ultima, con tanto di temporali e grandine. Loeb vinse davanti a Gilles Panizzi, vincitore delle precedenti tre edizioni, che riuscì a completare una rimonta stratosferica sul bagnato, e Markko Märtin, che chiuse sul gradino più basso del podio, ma penalizzato di 30 secondi che gli impedirono di arrivare secondo. Secondo quindi si trovò Marcus Grönholm, poi costretto al ritiro all'ultima speciale per aver danneggiato una sospensione della sua 206. Quarto posto per Carlos Sainz davanti a François Duval e a Colin McRae, nella zona punti anche Richard Burns, solo settimo ma sempre in testa al Mondiale, e anche Philippe Bugalski, ottavo assoluto con la quarta Citroën Xsara. Oltre a Grönholm nella lista dei ritiri anche Petter Solberg, costretto all'abbandono al termine della prima tappa con la sua Subaru rimasta senza benzina.

### Tour de Corse (17–19 ottobre)

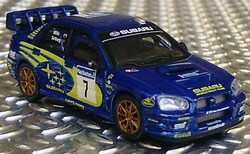
Modellino della Subaru Impreza WRC2003 con la quale Solberg e Mills vinsero il Tour de Corse 2003

Sempre asfalto, passando dall'entroterra ligure all'isola della Corsica, per il classico Tour de Corse. Sébastien Loeb era in testa fino a incappare in un errore nella seconda giornata di gara che lo fece scivolare fino alla tredicesima posizione finale. Vittoria per Petter Solberg, che si portò a casa il terzo successo stagionale e il primo in un rally su asfalto, davanti a Carlos Sainz, secondo con la Citroën, e a François Duval, alla fine terzo con la Ford. Marcus Grönholm chiuse quarto con la Peugeot, davanti a Colin McRae, quinto, e Gilles Panizzi, solo sesto con la Peugeot. In zona punti anche Tommi Mäkinen, settimo, e Richard Burns, ottavo, un piazzamento che gli costa la leadership nel mondiale a favore di Carlos Sainz a due gare dal termine, con Grönholm praticamente tagliato fuori per il titolo. La situazione a due gare dal termine: Sainz 61, Burns e Solberg 58, Loeb 55, e questi quattro rimasero gli unici piloti a giocarsi ancora il titolo mondiale, che vide tagliato fuori anche Markko Märtin, costretto al ritiro a causa di una violenta uscita di strada.

### Rally di Catalogna (24–26 ottobre)
Un rally "spezzato" in due dal tempo anche in Catalogna: asciutto e con il sole nelle prime due tappe, poi la pioggia e il diluvio nell'ultima tappa, che rimescolò completamente le carte, con Sébastien Loeb che sembrava ad un passo dal successo, ma si fece superare all'ultima speciale da Gilles Panizzi, che conquistò il suo primo successo stagionale, riportando la 206 sul gradino più alto del podio in un rally del Mondiale dopo cinque mesi. Loeb perse ben 44 secondi nell'ultima prova, ma guadagnò la leadership nel mondiale in coabitazione con Carlos Sainz, alla fine settimo, mentre Petter Solberg, quinto assoluto, era staccato di un solo punto in classifica al termine della corsa; costretto al ritiro Richard Burns, a causa di un incidente a tre speciali dal termine. Sul podio della gara catalana, insieme a Panizzi e a Loeb, salì Markko Märtin con la Ford, davanti all'altra Focus di François Duval e a Solberg. Sesto posto per Marcus Grönholm, matematicamente fuori dalla corsa per il titolo, davanti a un Sainz costantemente in lotta tra i primi, ma scivolato in classifica come Loeb visto che le Citroën sono state penalizzate dal grip degli pneumatici rispetto alle Peugeot. Tommi Mäkinen chiuse ottavo assoluto con la Subaru. A una gara dal termine, la situazione era questa: Loeb e Sainz 63, Solberg 62 e Burns 58.

### Rally di Gran Bretagna (6–9 novembre)
L'ultimo appuntamento stagionale era il rally di Gran Bretagna, che avrebbe potuto decretare il campione 2003. Tuttavia il colpo di scena arrivò pochi giorni prima della gara, con Richard Burns, uno dei quattro pretendenti al titolo, che rinunciò inaspettatamente a prendere parte alla gara di casa a causa di una malattia al cervello, che si rivelerà poi fatale per la vita del pilota britannico due anni più tardi, privando la famiglia e il mondo del rally del pilota inglese campione del mondo 2001. La Peugeot decide di sostituire Burns, che avrebbe dovuto disputare la sua ultima gara con la casa francese prima di un eventuale ritorno alla Subaru, con Freddy Loix, svincolatosi dalla Hyundai dopo l'abbandono inaspettato della casa coreana a qualche gara dal termine. Dopo la rinuncia di Burns, furono solo tre i piloti in corsa per il titolo, che diventarono poi due già nelle prime fasi della gara con Carlos Sainz che abbandonò la scena per un'uscita di strada; nella prima tappa si fermarono anche Marcus Grönholm, a causa di problemi meccanici alla sua 206, all'ultima apparizione in forma ufficiale prima di essere sostituita dalla 307 WRC. Il ritiro del finlandese mise praticamente a repentaglio il titolo costruttori, che sembrò ormai essere in mano ai cugini della Citroën. Ritirato nella prima tappa anche Markko Märtin sempre per problemi meccanici. A questo punto era un duello fino all'ultima speciale tra Loeb e Petter Solberg, il quale riuscì a vincere sia il rally che il titolo mondiale, beffando il pilota alsaziano di un solo punto, che chiuse la gara al secondo posto davanti a Tommi Mäkinen, terzo alla sua ultima apparizione nel campionato del mondo prima del ritiro. Quarto Colin McRae, anch'egli agli sgoccioli della sua carriera, visto che si ritirerà anche lui al termine della stagione, il suo quarto posto andò a rischio a causa di una foratura, ma i risultati regalarono alla Citroën il titolo costruttori. Quinto François Duval con la Ford, davanti a Freddy Loix, sesto al debutto con la Peugeot, davanti alle due 206 private di Manfred Stohl, settimo, e Roman Kresta, ottavo. Il mondiale Produzione venne conquistato dal britannico Martin Rowe su Subaru Impreza WRX, mentre quello Junior dal francese Brice Tirabassi con una Renault Clio S1600.

## Risultati e statistiche
| Gara | Nome rally                                                                      | Podio | Podio | Podio                             | Podio                                           | Podio     | Statistiche | Statistiche           | Statistiche | Statistiche |
| Gara | Nome rally                                                                      | Pos.  | N°    | Pilota                            | Squadra                                         | Tempo     | Speciali    | Lunghezza             | Partiti     | Arrivati    |
| ---- | ------------------------------------------------------------------------------- | ----- | ----- | --------------------------------- | ----------------------------------------------- | --------- | ----------- | --------------------- | ----------- | ----------- |
| 1    | 71ème Rallye Automobile de Monte-Carlo (24–26 gennaio) — Resoconto              | 1     | 18    | Sébastien Loeb Daniel Elena       | Citroën Total (Citroën Xsara WRC)               | 4h29'11"4 | (14) 13     | (415,02 km) 382,91 km | 50          | 29          |
| 1    | 71ème Rallye Automobile de Monte-Carlo (24–26 gennaio) — Resoconto              | 2     | 17    | Colin McRae Derek Ringer          | Citroën Total (Citroën Xsara WRC)               | +38"1     | (14) 13     | (415,02 km) 382,91 km | 50          | 29          |
| 1    | 71ème Rallye Automobile de Monte-Carlo (24–26 gennaio) — Resoconto              | 3     | 19    | Carlos Sainz Marc Martí           | Citroën Total (Citroën Xsara WRC)               | +52"2     | (14) 13     | (415,02 km) 382,91 km | 50          | 29          |
|      |                                                                                 |       |       |                                   |                                                 |           |             |                       |             |             |
| 2    | 52nd Uddeholm Swedish Rally (7–9 febbraio) — Resoconto                          | 1     | 1     | Marcus Grönholm Timo Rautiainen   | Marlboro Peugeot Total (Peugeot 206 WRC (2002)) | 3h03'28"1 | (17) 16     | (386,91 km) 355,25 km | 75          | 53          |
| 2    | 52nd Uddeholm Swedish Rally (7–9 febbraio) — Resoconto                          | 2     | 8     | Tommi Mäkinen Kaj Lindström       | 555 Subaru WRT (Subaru Impreza WRC2003)         | +50"8     | (17) 16     | (386,91 km) 355,25 km | 75          | 53          |
| 2    | 52nd Uddeholm Swedish Rally (7–9 febbraio) — Resoconto                          | 3     | 2     | Richard Burns Robert Reid         | Marlboro Peugeot Total (Peugeot 206 WRC (2002)) | +1'17"9   | (17) 16     | (386,91 km) 355,25 km | 75          | 53          |
|      |                                                                                 |       |       |                                   |                                                 |           |             |                       |             |             |
| 3    | 4th Rally of Turkey (27 febbraio–2 marzo) — Resoconto                           | 1     | 19    | Carlos Sainz Marc Martí           | Citroën Total (Citroën Xsara WRC)               | 4h32'14"1 | 18          | 338,24 km             | 60          | 26          |
| 3    | 4th Rally of Turkey (27 febbraio–2 marzo) — Resoconto                           | 2     | 2     | Richard Burns Robert Reid         | Marlboro Peugeot Total (Peugeot 206 WRC (2002)) | +47"9     | 18          | 338,24 km             | 60          | 26          |
| 3    | 4th Rally of Turkey (27 febbraio–2 marzo) — Resoconto                           | 3     | 5     | François Duval Stéphane Prévot    | Ford Rallye Sport (Ford Focus RS WRC 02)        | +1'46"5   | 18          | 338,24 km             | 60          | 26          |
|      |                                                                                 |       |       |                                   |                                                 |           |             |                       |             |             |
| 4    | 34th Propecia Rally New Zealand (11–13 aprile) — Resoconto                      | 1     | 1     | Marcus Grönholm Timo Rautiainen   | Marlboro Peugeot Total (Peugeot 206 WRC (2002)) | 3h45'21"2 | 22          | 403,52 km             | 80          | 46          |
| 4    | 34th Propecia Rally New Zealand (11–13 aprile) — Resoconto                      | 2     | 2     | Richard Burns Robert Reid         | Marlboro Peugeot Total (Peugeot 206 WRC (2002)) | +1'08"7   | 22          | 403,52 km             | 80          | 46          |
| 4    | 34th Propecia Rally New Zealand (11–13 aprile) — Resoconto                      | 3     | 7     | Petter Solberg Phil Mills         | 555 Subaru WRT (Subaru Impreza WRC2003)         | +2'09"8   | 22          | 403,52 km             | 80          | 46          |
|      |                                                                                 |       |       |                                   |                                                 |           |             |                       |             |             |
| 5    | 23º YPF Rally Argentina (8–11 maggio) — Resoconto                               | 1     | 1     | Marcus Grönholm Timo Rautiainen   | Marlboro Peugeot Total (Peugeot 206 WRC (2002)) | 4h14'45"0 | (25) 24     | (402,35 km) 379,33 km | 78          | 33          |
| 5    | 23º YPF Rally Argentina (8–11 maggio) — Resoconto                               | 2     | 19    | Carlos Sainz Marc Martí           | Citroën Total (Citroën Xsara WRC)               | +26"6     | (25) 24     | (402,35 km) 379,33 km | 78          | 33          |
| 5    | 23º YPF Rally Argentina (8–11 maggio) — Resoconto                               | 3     | 2     | Richard Burns Robert Reid         | Marlboro Peugeot Total (Peugeot 206 WRC (2002)) | +1'12"8   | (25) 24     | (402,35 km) 379,33 km | 78          | 33          |
|      |                                                                                 |       |       |                                   |                                                 |           |             |                       |             |             |
| 6    | 50th Golden Acropolis Rally (6–8 giugno) — Resoconto                            | 1     | 4     | Markko Märtin Michael Park        | Ford Rallye Sport (Ford Focus RS WRC 03)        | 4h32'14"1 | (22) 21     | (399,49 km) 397,06 km | 82          | 37          |
| 6    | 50th Golden Acropolis Rally (6–8 giugno) — Resoconto                            | 2     | 19    | Carlos Sainz Marc Martí           | Citroën Total (Citroën Xsara WRC)               | +46"0     | (22) 21     | (399,49 km) 397,06 km | 82          | 37          |
| 6    | 50th Golden Acropolis Rally (6–8 giugno) — Resoconto                            | 3     | 7     | Petter Solberg Phil Mills         | 555 Subaru WRT (Subaru Impreza WRC2003)         | +52"7     | (22) 21     | (399,49 km) 397,06 km | 82          | 37          |
|      |                                                                                 |       |       |                                   |                                                 |           |             |                       |             |             |
| 7    | 31st Cyprus Rally (20–22 giugno) — Resoconto                                    | 1     | 7     | Petter Solberg Phil Mills         | 555 Subaru WRT (Subaru Impreza WRC2003)         | 5h09'12"6 | 18          | 341,05 km             | 51          | 17          |
| 7    | 31st Cyprus Rally (20–22 giugno) — Resoconto                                    | 2     | 3     | Harri Rovanperä Risto Pietiläinen | Marlboro Peugeot Total (Peugeot 206 WRC (2002)) | +4'14"0   | 18          | 341,05 km             | 51          | 17          |
| 7    | 31st Cyprus Rally (20–22 giugno) — Resoconto                                    | 3     | 18    | Sébastien Loeb Daniel Elena       | Citroën Total (Citroën Xsara WRC)               | +4'16"8   | 18          | 341,05 km             | 51          | 17          |
|      |                                                                                 |       |       |                                   |                                                 |           |             |                       |             |             |
| 8    | 22. ADAC Rallye Deutschland (25-27 luglio) — Resoconto                          | 1     | 18    | Sébastien Loeb Daniel Elena       | Citroën Total (Citroën Xsara WRC)               | 3h46'50"4 | 22          | 388,23 km             | 79          | 44          |
| 8    | 22. ADAC Rallye Deutschland (25-27 luglio) — Resoconto                          | 2     | 1     | Marcus Grönholm Timo Rautiainen   | Marlboro Peugeot Total (Peugeot 206 WRC (2002)) | +3"6      | 22          | 388,23 km             | 79          | 44          |
| 8    | 22. ADAC Rallye Deutschland (25-27 luglio) — Resoconto                          | 3     | 2     | Richard Burns Robert Reid         | Marlboro Peugeot Total (Peugeot 206 WRC (2002)) | +19"7     | 22          | 388,23 km             | 79          | 44          |
|      |                                                                                 |       |       |                                   |                                                 |           |             |                       |             |             |
| 9    | 53rd Neste Rally Finland (7–10 agosto) — Resoconto                              | 1     | 4     | Markko Märtin Michael Park        | Ford Rallye Sport (Ford Focus RS WRC 03)        | 3h21'51"7 | 23          | 409,18 km             | 71          | 35          |
| 9    | 53rd Neste Rally Finland (7–10 agosto) — Resoconto                              | 2     | 7     | Petter Solberg Phil Mills         | 555 Subaru WRT (Subaru Impreza WRC2003)         | +58"9     | 23          | 409,18 km             | 71          | 35          |
| 9    | 53rd Neste Rally Finland (7–10 agosto) — Resoconto                              | 3     | 2     | Richard Burns Robert Reid         | Marlboro Peugeot Total (Peugeot 206 WRC (2002)) | +1'00"1   | 23          | 409,18 km             | 71          | 35          |
|      |                                                                                 |       |       |                                   |                                                 |           |             |                       |             |             |
| 10   | 16th Telstra Rally Australia (4–7 settembre) — Resoconto                        | 1     | 7     | Petter Solberg Phil Mills         | 555 Subaru WRT (Subaru Impreza WRC2003)         | 3h32'07"1 | 24          | 386,31 km             | 49          | 32          |
| 10   | 16th Telstra Rally Australia (4–7 settembre) — Resoconto                        | 2     | 18    | Sébastien Loeb Daniel Elena       | Citroën Total (Citroën Xsara WRC)               | +26"6     | 24          | 386,31 km             | 49          | 32          |
| 10   | 16th Telstra Rally Australia (4–7 settembre) — Resoconto                        | 3     | 2     | Richard Burns Robert Reid         | Marlboro Peugeot Total (Peugeot 206 WRC (2002)) | +1'53"0   | 24          | 386,31 km             | 49          | 32          |
|      |                                                                                 |       |       |                                   |                                                 |           |             |                       |             |             |
| 11   | 45º Rallye Sanremo - Rallye d'Italia (3–5 ottobre) — Resoconto                  | 1     | 18    | Sébastien Loeb Daniel Elena       | Citroën Total (Citroën Xsara WRC)               | 4h16'33"7 | 14          | 387,36 km             | 54          | 36          |
| 11   | 45º Rallye Sanremo - Rallye d'Italia (3–5 ottobre) — Resoconto                  | 2     | 3     | Gilles Panizzi Hervé Panizzi      | Marlboro Peugeot Total (Peugeot 206 WRC (2002)) | +28"3     | 14          | 387,36 km             | 54          | 36          |
| 11   | 45º Rallye Sanremo - Rallye d'Italia (3–5 ottobre) — Resoconto                  | 3     | 4     | Markko Märtin Michael Park        | Ford Rallye Sport (Ford Focus RS WRC 03)        | +54"6     | 14          | 387,36 km             | 54          | 36          |
|      |                                                                                 |       |       |                                   |                                                 |           |             |                       |             |             |
| 12   | 47ème Tour de Corse - Rallye de France (17–19 ottobre) — Resoconto              | 1     | 7     | Petter Solberg Phil Mills         | 555 Subaru WRT (Subaru Impreza WRC2003)         | 4h20'15"3 | 16          | 397,40 km             | 62          | 34          |
| 12   | 47ème Tour de Corse - Rallye de France (17–19 ottobre) — Resoconto              | 2     | 19    | Carlos Sainz Marc Martí           | Citroën Total (Citroën Xsara WRC)               | +36"6     | 16          | 397,40 km             | 62          | 34          |
| 12   | 47ème Tour de Corse - Rallye de France (17–19 ottobre) — Resoconto              | 3     | 5     | François Duval Stéphane Prévot    | Ford Rallye Sport (Ford Focus RS WRC 03)        | +41"7     | 16          | 397,40 km             | 62          | 34          |
|      |                                                                                 |       |       |                                   |                                                 |           |             |                       |             |             |
| 13   | 39º Rallye Catalunya Costa Brava - Rallye de España (24–26 ottobre) — Resoconto | 1     | 3     | Gilles Panizzi Hervé Panizzi      | Marlboro Peugeot Total (Peugeot 206 WRC (2002)) | 3h55'09"4 | 22          | 381,18 km             | 47          | 33          |
| 13   | 39º Rallye Catalunya Costa Brava - Rallye de España (24–26 ottobre) — Resoconto | 2     | 18    | Sébastien Loeb Daniel Elena       | Citroën Total (Citroën Xsara WRC)               | +13"0     | 22          | 381,18 km             | 47          | 33          |
| 13   | 39º Rallye Catalunya Costa Brava - Rallye de España (24–26 ottobre) — Resoconto | 3     | 4     | Markko Märtin Michael Park        | Ford Rallye Sport (Ford Focus RS WRC 03)        | +13"6     | 22          | 381,18 km             | 47          | 33          |
|      |                                                                                 |       |       |                                   |                                                 |           |             |                       |             |             |
| 14   | 59th Wales Rally GB (6–9 novembre) — Resoconto                                  | 1     | 7     | Petter Solberg Phil Mills         | 555 Subaru WRT (Subaru Impreza WRC2003)         | 3h28'58"1 | 18          | 376,81 km             | 75          | 39          |
| 14   | 59th Wales Rally GB (6–9 novembre) — Resoconto                                  | 2     | 18    | Sébastien Loeb Daniel Elena       | Citroën Total (Citroën Xsara WRC)               | +43"6     | 18          | 376,81 km             | 75          | 39          |
| 14   | 59th Wales Rally GB (6–9 novembre) — Resoconto                                  | 3     | 8     | Tommi Mäkinen Kaj Lindström       | 555 Subaru WRT (Subaru Impreza WRC2003)         | +2'58"8   | 18          | 376,81 km             | 75          | 39          |

### Gare vinte
| N° | Pilota          | Eventi                                          |
| -- | --------------- | ----------------------------------------------- |
| 4  | Petter Solberg  | Cipro, Australia, Tour de Corse e Gran Bretagna |
| 3  | Marcus Grönholm | Svezia, Nuova Zelanda e Argentina               |
| 3  | Sébastien Loeb  | Monte Carlo, Germania e Sanremo                 |
| 2  | Markko Märtin   | Acropoli e Finlandia                            |
| 1  | Gilles Panizzi  | Catalogna                                       |
| 1  | Carlos Sainz    | Turchia                                         |

### Prove speciali vinte
| N° | Pilota          |
| -- | --------------- |
| 52 | Markko Märtin   |
| 50 | Marcus Grönholm |
| 48 | Petter Solberg  |
| 38 | Sébastien Loeb  |
| 24 | Richard Burns   |
| 20 | Carlos Sainz    |
| 16 | Harri Rovanperä |
| 10 | Tommi Mäkinen   |
| 8  | Colin McRae     |
| 8  | Gilles Panizzi  |
| 6  | François Duval  |
| 2  | Roman Kresta    |
| 1  | Gabriel Raies   |
| 1  | Mikko Hirvonen  |
| 1  | Antony Warmbold |

### Leader del rally
| N° volte | Pilota          |
| -------- | --------------- |
| 75       | Marcus Grönholm |
| 71       | Sébastien Loeb  |
| 42       | Markko Märtin   |
| 42       | Petter Solberg  |
| 19       | Carlos Sainz    |
| 9        | Harri Rovanperä |
| 7        | Richard Burns   |
| 5        | François Duval  |
| 1        | Gilles Panizzi  |

## Classifiche

### Sistema punteggio
Il punteggio è in vigore da questa stagione.
| Posizione | 1ª | 2ª | 3ª | 4ª | 5ª | 6ª | 7ª | 8ª |
| Punti     | 10 | 8  | 6  | 5  | 4  | 3  | 2  | 1  |

### Classifica piloti
| Pos. | Pilota             | MON | SVE | TUR | NZL | ARG | GRE | CIP | GER | FIN | AUS | ITA | FRA | SPA | GBR | Punti |
| ---- | ------------------ | --- | --- | --- | --- | --- | --- | --- | --- | --- | --- | --- | --- | --- | --- | ----- |
| 1    | Petter Solberg     | Rit | 6   | Rit | 3   | 5   | 3   | 1   | 8   | 2   | 1   | Rit | 1   | 5   | 1   | 72    |
| 2    | Sébastien Loeb     | 1   | 7   | Rit | 4   | Rit | Rit | 3   | 1   | 5   | 2   | 1   | 13  | 2   | 2   | 71    |
| 3    | Carlos Sainz       | 3   | 9   | 1   | 12  | 2   | 2   | 5   | 6   | 4   | 5   | 4   | 2   | 7   | Rit | 63    |
| 4    | Richard Burns      | 5   | 3   | 2   | 2   | 3   | 4   | Rit | 3   | 3   | 3   | 7   | 8   | Rit |     | 58    |
| 5    | Markko Märtin      | 4   | 4   | 6   | Rit | Rit | 1   | Rit | 5   | 1   | ES  | 3   | Rit | 3   | Rit | 49    |
| 6    | Marcus Grönholm    | 13  | 1   | 9   | 1   | 1   | Rit | Rit | 2   | Rit | Rit | Rit | 4   | 6   | Rit | 46    |
| 7    | Colin McRae        | 2   | 5   | 4   | Rit | Rit | 8   | 4   | 4   | Rit | 4   | 6   | 5   | 9   | 4   | 45    |
| 8    | Tommi Mäkinen      | Rit | 2   | 8   | 7   | Rit | 5   | Rit | Rit | 6   | 6   | 10  | 7   | 8   | 3   | 30    |
| 9    | François Duval     | 7   | Rit | 3   | 9   | 8   | Rit | Rit | 7   | Rit | 10  | 5   | 3   | 4   | 5   | 30    |
| 10   | Gilles Panizzi     | Rit |     | 5   |     |     | 7   | Rit | 10  |     |     | 2   | 6   | 1   | Rit | 27    |
| 11   | Harri Rovanperä    |     | Rit | Rit | Rit | 4   | 6   | 2   |     | Rit | 7   |     |     |     | Rit | 18    |
| 12   | Toni Gardemeister  | Rit | 8   | 7   | 5   | 7   | Rit | Rit | Rit | Rit | 11  | Rit | 11  | 12  | Rit | 9     |
| 13   | Didier Auriol      | 9   | 18  | Rit | 8   | 6   | 9   | Rit | Rit | Rit | 12  | 12  | Rit | Rit | 11  | 4     |
| 14   | Freddy Loix        | Rit | 10  | 10  | Rit | Rit | Rit | Rit | 11  | 10  | 8   |     |     |     | 6   | 4     |
| 15   | Cédric Robert      | 6   |     |     |     |     |     |     | 9   |     |     | 9   | 12  | 11  |     | 3     |
| 16   | Mikko Hirvonen     | Rit | 11  | Rit | 10  | 16  | Rit | 6   | 13  | Rit | 9   | Rit | 10  | 14  | Rit | 3     |
| 17   | Alister McRae      |     |     |     | 6   |     |     |     |     |     |     |     |     |     |     | 3     |
| 18   | Armin Schwarz      | 8   | 13  | Rit | Rit | Rit | Rit | 7   | 12  | 12  | 13  |     |     |     |     | 3     |
| 19   | Manfred Stohl      |     |     |     | Rit |     | 11  |     | 18  |     |     |     | Rit |     | 7   | 2     |
| 20   | Janne Tuohino      |     | 17  |     |     |     |     |     |     | 7   |     |     |     |     |     | 2     |
| 21   | Philippe Bugalski  |     |     |     |     |     |     |     | Rit |     |     | 8   | 9   | 10  |     | 1     |
| 22   | Roman Kresta       | 10  | 14  |     |     |     | Rit |     | Rit |     |     | 11  |     | 13  | 8   | 1     |
| 23   | Alistair Ginley    |     |     | 12  |     |     | 15  | 8   | Rit | 23  |     |     | Rit | 23  | Rit | 1     |
| 24   | Sebastian Lindholm |     |     |     |     |     |     |     |     | 8   |     |     |     |     |     | 1     |
| Pos. | Pilota             | MON | SVE | TUR | NZL | ARG | GRE | CIP | GER | FIN | AUS | ITA | FRA | SPA | GBR | Punti |

| Colore  | Risultato                |
| ------- | ------------------------ |
| Oro     | Vincitore                |
| Argento | 2º posto                 |
| Bronzo  | 3º posto                 |
| Verde   | Finito a punti           |
| Blu     | Finito senza punti       |
| Blu     | Non classificato (NC)    |
| Viola   | Ritirato (Rit)           |
| Nero    | Squalificato (SQ)        |
| Nero    | Escluso (ES)             |
| Bianco  | Non ha gareggiato        |
| Bianco  | Iscrizione ritirata (WD) |
| Bianco  | Non partito (NP)         |
| Bianco  | Gara cancellata (C)      |

### Classifica costruttori
Come introdotto già nella precedente stagione, i costruttori poterono schierare anche più di due equipaggi e quelli che avessero ottenuto i migliori due piazzamenti in classifica avrebbero contribuito ai punti del campionato marche.
| Pos. | Squadra                  | Nº | Pilota       | MON | SVE | TUR | NZL | ARG | GRE | CIP | GER | FIN | AUS | ITA | FRA | SPA | GBR | Punti |
| ---- | ------------------------ | -- | ------------ | --- | --- | --- | --- | --- | --- | --- | --- | --- | --- | --- | --- | --- | --- | ----- |
| 1    | Citroën Total            | 17 | C. McRae     | 2   | 5   | 4   | Rit | Rit | 7   | 4   | 4   | Rit | 4   | 6   | 5   | 9   | 4   | 160   |
| 1    | Citroën Total            | 18 | Loeb         | 1   | 7   | Rit | 4   | Rit | Rit | 3   | 1   | 5   | 2   | 1   | 13  | 2   | 2   | 160   |
| 1    | Citroën Total            | 19 | Sainz        | 3   | 9   | 1   | 12  | 2   | 2   | 5   | 6   | 4   | 5   | 4   | 2   | 7   | Rit | 160   |
| 1    | Citroën Total            | 20 | Bugalski     |     |     |     |     |     |     |     | Rit |     |     | 8   | 9   | 10  |     | 160   |
| 2    | Marlboro Peugeot Total   | 1  | Grönholm     | 13  | 1   | 9   | 1   | 1   | Rit | Rit | 2   | Rit | Rit | Rit | 4   | 6   | Rit | 145   |
| 2    | Marlboro Peugeot Total   | 2  | Burns        | 4   | 3   | 2   | 2   | 3   | 4   | Rit | 3   | 3   | 3   | 7   | 8   | Rit |     | 145   |
| 2    | Marlboro Peugeot Total   | 2  | Loix         |     |     |     |     |     |     |     |     |     |     |     |     |     | 6   | 145   |
| 2    | Marlboro Peugeot Total   | 3  | Panizzi      | Rit |     |     |     |     |     |     | 10  |     |     | 2   | 6   | 1   |     | 145   |
| 2    | Marlboro Peugeot Total   | 3  | Rovanperä    |     | Rit | Rit | Rit | 4   | 6   | 2   |     | Rit | 7   |     |     |     | Rit | 145   |
| 3    | 555 Subaru WRT           | 7  | Solberg      | Rit | 6   | Rit | 3   | 4   | 3   | 1   | 7   | 2   | 1   | Rit | 1   | 5   | 1   | 109   |
| 3    | 555 Subaru WRT           | 8  | Mäkinen      | Rit | 2   | 8   | 7   | Rit | 5   | Rit | Rit | 6   | 6   | 10  | 7   | 8   | 3   | 109   |
| 4    | Ford Rallye Sport        | 4  | Märtin       | 3   | 4   | 5   | Rit | Rit | 1   | Rit | 5   | 1   | ES  | 3   | Rit | 3   | Rit | 93    |
| 4    | Ford Rallye Sport        | 5  | Duval        | 5   | Rit | 3   | 8   | 7   | Rit | Rit | 6   | Rit | 9   | 5   | 3   | 4   | 5   | 93    |
| 4    | Ford Rallye Sport        | 6  | Hirvonen     | Rit | 10  | Rit | 9   | 8   | Rit | 5   | NC  | Rit | 8   | Rit | 8   | NC  | Rit | 93    |
| 5    | Škoda Motorsport         | 14 | Auriol       | 7   | 12  | Rit | 7   | 5   | 8   | Rit | Rit | Rit | 11  | 8   | Rit | Rit | 7   | 23    |
| 5    | Škoda Motorsport         | 15 | Gardemeister | Rit | 8   | 6   | 5   | 6   | Rit | Rit | Rit | Rit | 10  | Rit | 9   | 10  | Rit | 23    |
| 6    | Hyundai World Rally Team | 10 | Schwarz      | 6   | 11  | Rit | Rit | Rit | Rit | 6   | 9   | 8   | 12  |     |     |     |     | 12    |
| 6    | Hyundai World Rally Team | 11 | Loix         | Rit | 9   | 9   | Rit | Rit | Rit | Rit | 8   | 7   | 7   |     |     |     |     | 12    |
| 6    | Hyundai World Rally Team | 12 | Välimäki     |     | Rit |     | Rit |     | Rit |     |     | Rit |     |     |     |     |     | 12    |
| 6    | Hyundai World Rally Team | 12 | Dale         |     |     |     |     |     |     | Rit |     |     |     |     |     |     |     | 12    |
| 6    | Hyundai World Rally Team | 12 | Stohl        |     |     |     |     |     |     |     | NC  |     |     |     |     |     |     | 12    |
| Pos. | Squadra                  | Nº | Pilota       | MON | SVE | TUR | NZL | ARG | GRE | CIP | GER | FIN | AUS | ITA | FRA | SPA | GBR | Punti |

| Colore  | Risultato                |
| ------- | ------------------------ |
| Oro     | Vincitore                |
| Argento | 2º posto                 |
| Bronzo  | 3º posto                 |
| Verde   | Finito a punti           |
| Blu     | Finito senza punti       |
| Blu     | Non classificato (NC)    |
| Viola   | Ritirato (Rit)           |
| Nero    | Squalificato (SQ)        |
| Nero    | Escluso (ES)             |
| Bianco  | Non ha gareggiato        |
| Bianco  | Iscrizione ritirata (WD) |
| Bianco  | Non partito (NP)         |
| Bianco  | Gara cancellata (C)      |

### Campionato mondiale piloti per vetture produzione (PWRC)
| Pos. | Pilota               | SVE | NZL | ARG | CIP | GER | AUS | FRA | Punti |
| ---- | -------------------- | --- | --- | --- | --- | --- | --- | --- | ----- |
| 1    | Martin Rowe          | 3   | 4   |     | 2   | 2   | 1   | 3   | 43    |
| 2    | Toshihiro Arai       | Rit | 1   | 1   | 1   |     | Rit | 2   | 38    |
| 3    | Stig Blomqvist       | 1   | 8   |     | 3   | 5   | 4   | 5   | 30    |
| 4    | Karamjit Singh       | 2   | 6   | 3   | Rit | 4   | 2   |     | 30    |
| 5    | Dani Solà            |     | 15  | 2   | Rit | 1   | 5   | Rit | 22    |
| 6    | Niall McShea         |     | 7   | Rit | Rit | Rit | 3   | 1   | 18    |
| 7    | Marcos Ligato        |     | 2   | Rit | 4   | Rit | Rit |     | 13    |
| 8    | Janusz Kulig         | ES  | Rit |     | Rit | 3   |     | 4   | 11    |
| 9    | Ricardo Triviño      | Rit | 11  | 6   | Rit | 6   |     | 7   | 8     |
| 10   | Bob Colsoul          | 9   |     | Rit | 5   | Rit |     | 6   | 7     |
| 11   | Hamed Al-Wahaibi     |     | 3   | Rit |     |     |     |     | 6     |
| 12   | Joakim Roman         | 6   | 12  |     | Rit | Rit | 6   | 9   | 6     |
| 13   | Riccardo Errani      |     | Rit | 7   | 6   | 9   |     | 8   | 6     |
| 14   | Giovanni Manfrinato  |     | 9   | 4   | Rit | Rit |     |     | 5     |
| 15   | Possum Bourne        | 4   | Rit |     |     |     |     |     | 5     |
| 16   | Alfredo De Dominicis | 10  | 13  | 5   | Rit | Rit |     | Rit | 4     |
| 17   | Krzysztof Hołowczyc  | 5   | Rit |     |     | Rit |     |     | 4     |
| 17   | Ramón Ferreyros      |     | 5   | Rit | Rit | Rit | Rit | Rit | 4     |
| 19   | Łukasz Sztuka        | 7   | Rit |     |     |     |     |     | 2     |
| 19   | Constantin Aur       | Rit | Rit |     | Rit | 7   |     | Rit | 2     |
| 21   | Stefano Marrini      | Rit |     | Rit | Rit | 8   | ES  | 10  | 1     |
| 22   | Patrick Richard      | 8   | Rit | Rit | Rit | Rit |     | Rit | 1     |
| Pos. | Pilota               | SVE | NZL | ARG | CIP | GER | AUS | FRA | Punti |

| Colore  | Risultato                |
| ------- | ------------------------ |
| Oro     | Vincitore                |
| Argento | 2º posto                 |
| Bronzo  | 3º posto                 |
| Verde   | Finito a punti           |
| Blu     | Finito senza punti       |
| Blu     | Non classificato (NC)    |
| Viola   | Ritirato (Rit)           |
| Nero    | Squalificato (SQ)        |
| Nero    | Escluso (ES)             |
| Bianco  | Non ha gareggiato        |
| Bianco  | Iscrizione ritirata (WD) |
| Bianco  | Non partito (NP)         |
| Bianco  | Gara cancellata (C)      |

### Campionato piloti Junior WRC
| Pos. | Pilota                | MON | TUR | GRE | FIN | ITA | SPA | GBR | Punti |
| ---- | --------------------- | --- | --- | --- | --- | --- | --- | --- | ----- |
| 1    | Brice Tirabassi       | 1   | Rit | 1   | 2   | Rit | 1   | Rit | 38    |
| 2    | Salvador Cañellas Jr. | Rit | 2   | 4   | 5   | 2   | 3   | 4   | 36    |
| 3    | Daniel Carlsson       | ES  | Rit | 2   | 1   | Rit | 4   | 1   | 33    |
| 4    | Mirco Baldacci        | 7   | Rit | Rit | Rit | 1   | Rit | 2   | 20    |
| 5    | Urmo Aava             | 4   | Rit | 3   | 4   | Rit | 5   | Rit | 20    |
| 6    | Ville-Pertti Teuronen | Rit | 4   | Rit | Rit | 4   | 6   | 3   | 19    |
| 7    | Guy Wilks             | Rit | 3   | 6   | 3   | 6   | 11  | Rit | 18    |
| 8    | Alessandro Broccoli   | 3   | Rit | Rit | 6   | Rit | Rit | 5   | 13    |
| 9    | Kosti Katajamäki      | ES  | 1   | Rit | Rit | Rit | Rit | Rit | 10    |
| 10   | Marcos Ligato         | 2   | Rit | Rit | 7   | Rit |     |     | 10    |
| 11   | Kris Meeke            | 12  | Rit | Rit | Rit | Rit | 2   | Rit | 8     |
| 12   | Dimităr Iliev         | Rit | 7   | Rit | Rit | 3   | Rit |     | 8     |
| 13   | Luca Cecchettini      | 9   | 5   | Rit | Rit | 5   | 10  | Rit | 8     |
| 14   | Massimo Ceccato       | 5   | Rit | Rit | Rit | Rit | 8   | 6   | 8     |
| 15   | Abdo Feghali          | 10  | 6   | Rit | Rit | 7   | 7   | Rit | 7     |
| 16   | Oscar Svedlund        | Rit | Rit | 5   | 8   |     | Rit | Rit | 5     |
| 17   | Juraj Šebalj          | 6   | Rit |     |     |     |     |     | 3     |
| 18   | Beppo Harrach         | 8   | Rit | Rit |     |     |     |     | 1     |
| Pos. | Pilota                | MON | TUR | GRE | FIN | ITA | SPA | GBR | Punti |

| Colore  | Risultato                |
| ------- | ------------------------ |
| Oro     | Vincitore                |
| Argento | 2º posto                 |
| Bronzo  | 3º posto                 |
| Verde   | Finito a punti           |
| Blu     | Finito senza punti       |
| Blu     | Non classificato (NC)    |
| Viola   | Ritirato (Rit)           |
| Nero    | Squalificato (SQ)        |
| Nero    | Escluso (ES)             |
| Bianco  | Non ha gareggiato        |
| Bianco  | Iscrizione ritirata (WD) |
| Bianco  | Non partito (NP)         |
| Bianco  | Gara cancellata (C)      |